# فهرست سیارک‌ها (۱۵۶۰۰۱–۱۵۷۰۰۱)
فهرست سیارک‌ها (۱۵۶۰۰۱ - ۱۵۷۰۰۱) فهرست سیارک‌ها از ۱۵۶۰۰۱ تا ۱۵۷۰۰۱ است.
| نام    | نام انگلیسی   | تاریخ کشف       |
| ------ | ------------- | --------------- |
| ۱۵۶۰۰۱ | 2001 RC30     | ۷ سپتامبر ۲۰۰۱  |
| ۱۵۶۰۰۲ | 2001 RG31     | ۷ سپتامبر ۲۰۰۱  |
| ۱۵۶۰۰۳ | 2001 RO35     | ۸ سپتامبر ۲۰۰۱  |
| ۱۵۶۰۰۴ | 2001 RL41     | ۱۱ سپتامبر ۲۰۰۱ |
| ۱۵۶۰۰۵ | 2001 RD45     | ۱۲ سپتامبر ۲۰۰۱ |
| ۱۵۶۰۰۶ | 2001 RJ45     | ۱۴ سپتامبر ۲۰۰۱ |
| ۱۵۶۰۰۷ | 2001 RN49     | ۱۰ سپتامبر ۲۰۰۱ |
| ۱۵۶۰۰۸ | 2001 RZ49     | ۱۰ سپتامبر ۲۰۰۱ |
| ۱۵۶۰۰۹ | 2001 RG55     | ۱۲ سپتامبر ۲۰۰۱ |
| ۱۵۶۰۱۰ | 2001 RQ75     | ۱۰ سپتامبر ۲۰۰۱ |
| ۱۵۶۰۱۱ | 2001 RE78     | ۱۰ سپتامبر ۲۰۰۱ |
| ۱۵۶۰۱۲ | 2001 RV78     | ۱۰ سپتامبر ۲۰۰۱ |
| ۱۵۶۰۱۳ | 2001 RW78     | ۱۰ سپتامبر ۲۰۰۱ |
| ۱۵۶۰۱۴ | 2001 RR80     | ۱۴ سپتامبر ۲۰۰۱ |
| ۱۵۶۰۱۵ | 2001 RX81     | ۱۴ سپتامبر ۲۰۰۱ |
| ۱۵۶۰۱۶ | 2001 RW86     | ۱۱ سپتامبر ۲۰۰۱ |
| ۱۵۶۰۱۷ | 2001 RY91     | ۱۱ سپتامبر ۲۰۰۱ |
| ۱۵۶۰۱۸ | 2001 RM94     | ۱۱ سپتامبر ۲۰۰۱ |
| ۱۵۶۰۱۹ | 2001 RT94     | ۱۱ سپتامبر ۲۰۰۱ |
| ۱۵۶۰۲۰ | 2001 RD101    | ۱۲ سپتامبر ۲۰۰۱ |
| ۱۵۶۰۲۱ | 2001 RN101    | ۱۲ سپتامبر ۲۰۰۱ |
| ۱۵۶۰۲۲ | 2001 RV101    | ۱۲ سپتامبر ۲۰۰۱ |
| ۱۵۶۰۲۳ | 2001 RD106    | ۱۲ سپتامبر ۲۰۰۱ |
| ۱۵۶۰۲۴ | 2001 RN114    | ۱۲ سپتامبر ۲۰۰۱ |
| ۱۵۶۰۲۵ | 2001 RD115    | ۱۲ سپتامبر ۲۰۰۱ |
| ۱۵۶۰۲۶ | 2001 RO122    | ۱۲ سپتامبر ۲۰۰۱ |
| ۱۵۶۰۲۷ | 2001 RJ126    | ۱۲ سپتامبر ۲۰۰۱ |
| ۱۵۶۰۲۸ | 2001 RT127    | ۱۲ سپتامبر ۲۰۰۱ |
| ۱۵۶۰۲۹ | 2001 RK128    | ۱۲ سپتامبر ۲۰۰۱ |
| ۱۵۶۰۳۰ | 2001 RK130    | ۱۲ سپتامبر ۲۰۰۱ |
| ۱۵۶۰۳۱ | 2001 RX139    | ۱۲ سپتامبر ۲۰۰۱ |
| ۱۵۶۰۳۲ | 2001 RP142    | ۱۰ سپتامبر ۲۰۰۱ |
| ۱۵۶۰۳۳ | 2001 RR147    | ۱۰ سپتامبر ۲۰۰۱ |
| ۱۵۶۰۳۴ | 2001 RZ151    | ۱۱ سپتامبر ۲۰۰۱ |
| ۱۵۶۰۳۵ | 2001 RU154    | ۱۱ سپتامبر ۲۰۰۱ |
| ۱۵۶۰۳۵ | 2001 SD       | ۱۶ سپتامبر ۲۰۰۱ |
| ۱۵۶۰۳۵ | 2001 SQ       | ۱۶ سپتامبر ۲۰۰۱ |
| ۱۵۶۰۳۸ | 2001 SK1      | ۱۷ سپتامبر ۲۰۰۱ |
| ۱۵۶۰۳۹ | 2001 SR4      | ۱۸ سپتامبر ۲۰۰۱ |
| ۱۵۶۰۴۰ | 2001 SQ6      | ۱۸ سپتامبر ۲۰۰۱ |
| ۱۵۶۰۴۱ | 2001 SM10     | ۱۸ سپتامبر ۲۰۰۱ |
| ۱۵۶۰۴۲ | 2001 SB12     | ۱۶ سپتامبر ۲۰۰۱ |
| ۱۵۶۰۴۳ | 2001 SC13     | ۱۶ سپتامبر ۲۰۰۱ |
| ۱۵۶۰۴۴ | 2001 SA15     | ۱۶ سپتامبر ۲۰۰۱ |
| ۱۵۶۰۴۵ | 2001 SE15     | ۱۶ سپتامبر ۲۰۰۱ |
| ۱۵۶۰۴۶ | 2001 ST30     | ۱۶ سپتامبر ۲۰۰۱ |
| ۱۵۶۰۴۷ | 2001 SG31     | ۱۶ سپتامبر ۲۰۰۱ |
| ۱۵۶۰۴۸ | 2001 SN32     | ۱۶ سپتامبر ۲۰۰۱ |
| ۱۵۶۰۴۹ | 2001 SR37     | ۱۶ سپتامبر ۲۰۰۱ |
| ۱۵۶۰۵۰ | 2001 SX40     | ۱۶ سپتامبر ۲۰۰۱ |
| ۱۵۶۰۵۱ | 2001 SL46     | ۱۶ سپتامبر ۲۰۰۱ |
| ۱۵۶۰۵۲ | 2001 SO46     | ۱۶ سپتامبر ۲۰۰۱ |
| ۱۵۶۰۵۳ | 2001 SU47     | ۱۶ سپتامبر ۲۰۰۱ |
| ۱۵۶۰۵۴ | 2001 SO51     | ۱۶ سپتامبر ۲۰۰۱ |
| ۱۵۶۰۵۵ | 2001 SN52     | ۱۶ سپتامبر ۲۰۰۱ |
| ۱۵۶۰۵۶ | 2001 SN56     | ۱۶ سپتامبر ۲۰۰۱ |
| ۱۵۶۰۵۷ | 2001 SV56     | ۱۶ سپتامبر ۲۰۰۱ |
| ۱۵۶۰۵۸ | 2001 SA57     | ۱۶ سپتامبر ۲۰۰۱ |
| ۱۵۶۰۵۹ | 2001 SP57     | ۱۷ سپتامبر ۲۰۰۱ |
| ۱۵۶۰۶۰ | 2001 SY57     | ۱۷ سپتامبر ۲۰۰۱ |
| ۱۵۶۰۶۱ | 2001 SB59     | ۱۷ سپتامبر ۲۰۰۱ |
| ۱۵۶۰۶۲ | 2001 SK61     | ۱۷ سپتامبر ۲۰۰۱ |
| ۱۵۶۰۶۳ | 2001 SQ61     | ۱۷ سپتامبر ۲۰۰۱ |
| ۱۵۶۰۶۴ | 2001 SP66     | ۱۷ سپتامبر ۲۰۰۱ |
| ۱۵۶۰۶۵ | 2001 SE67     | ۱۷ سپتامبر ۲۰۰۱ |
| ۱۵۶۰۶۶ | 2001 SR73     | ۱۹ سپتامبر ۲۰۰۱ |
| ۱۵۶۰۶۷ | 2001 SJ79     | ۲۰ سپتامبر ۲۰۰۱ |
| ۱۵۶۰۶۸ | 2001 ST82     | ۲۰ سپتامبر ۲۰۰۱ |
| ۱۵۶۰۶۹ | 2001 SM86     | ۲۰ سپتامبر ۲۰۰۱ |
| ۱۵۶۰۷۰ | 2001 SG95     | ۲۰ سپتامبر ۲۰۰۱ |
| ۱۵۶۰۷۱ | 2001 SL105    | ۲۰ سپتامبر ۲۰۰۱ |
| ۱۵۶۰۷۲ | 2001 SF113    | ۱۸ سپتامبر ۲۰۰۱ |
| ۱۵۶۰۷۳ | 2001 SF118    | ۱۶ سپتامبر ۲۰۰۱ |
| ۱۵۶۰۷۴ | 2001 SE125    | ۱۶ سپتامبر ۲۰۰۱ |
| ۱۵۶۰۷۵ | 2001 SY137    | ۱۶ سپتامبر ۲۰۰۱ |
| ۱۵۶۰۷۶ | 2001 SJ140    | ۱۶ سپتامبر ۲۰۰۱ |
| ۱۵۶۰۷۷ | 2001 SU140    | ۱۶ سپتامبر ۲۰۰۱ |
| ۱۵۶۰۷۸ | 2001 SU150    | ۱۷ سپتامبر ۲۰۰۱ |
| ۱۵۶۰۷۹ | 2001 SH151    | ۱۷ سپتامبر ۲۰۰۱ |
| ۱۵۶۰۸۰ | 2001 SJ155    | ۱۷ سپتامبر ۲۰۰۱ |
| ۱۵۶۰۸۱ | 2001 SB163    | ۱۷ سپتامبر ۲۰۰۱ |
| ۱۵۶۰۸۲ | 2001 ST166    | ۱۹ سپتامبر ۲۰۰۱ |
| ۱۵۶۰۸۳ | 2001 SG167    | ۱۹ سپتامبر ۲۰۰۱ |
| ۱۵۶۰۸۴ | 2001 SD180    | ۱۹ سپتامبر ۲۰۰۱ |
| ۱۵۶۰۸۵ | 2001 SE182    | ۱۹ سپتامبر ۲۰۰۱ |
| ۱۵۶۰۸۶ | 2001 SX183    | ۱۹ سپتامبر ۲۰۰۱ |
| ۱۵۶۰۸۷ | 2001 SO185    | ۱۹ سپتامبر ۲۰۰۱ |
| ۱۵۶۰۸۸ | 2001 SJ193    | ۱۹ سپتامبر ۲۰۰۱ |
| ۱۵۶۰۸۹ | 2001 SK194    | ۱۹ سپتامبر ۲۰۰۱ |
| ۱۵۶۰۹۰ | 2001 SF195    | ۱۹ سپتامبر ۲۰۰۱ |
| ۱۵۶۰۹۱ | 2001 SF205    | ۱۹ سپتامبر ۲۰۰۱ |
| ۱۵۶۰۹۲ | 2001 SQ207    | ۱۹ سپتامبر ۲۰۰۱ |
| ۱۵۶۰۹۳ | 2001 SH209    | ۱۹ سپتامبر ۲۰۰۱ |
| ۱۵۶۰۹۴ | 2001 SB213    | ۱۹ سپتامبر ۲۰۰۱ |
| ۱۵۶۰۹۵ | 2001 SE213    | ۱۹ سپتامبر ۲۰۰۱ |
| ۱۵۶۰۹۶ | 2001 SZ213    | ۱۹ سپتامبر ۲۰۰۱ |
| ۱۵۶۰۹۷ | 2001 SF217    | ۱۹ سپتامبر ۲۰۰۱ |
| ۱۵۶۰۹۸ | 2001 SR228    | ۱۹ سپتامبر ۲۰۰۱ |
| ۱۵۶۰۹۹ | 2001 SN231    | ۱۹ سپتامبر ۲۰۰۱ |
| ۱۵۶۱۰۰ | 2001 SA233    | ۱۹ سپتامبر ۲۰۰۱ |
| ۱۵۶۱۰۱ | 2001 SL234    | ۱۹ سپتامبر ۲۰۰۱ |
| ۱۵۶۱۰۲ | 2001 SH237    | ۱۹ سپتامبر ۲۰۰۱ |
| ۱۵۶۱۰۳ | 2001 SL238    | ۱۹ سپتامبر ۲۰۰۱ |
| ۱۵۶۱۰۴ | 2001 SQ240    | ۱۹ سپتامبر ۲۰۰۱ |
| ۱۵۶۱۰۵ | 2001 SK242    | ۱۹ سپتامبر ۲۰۰۱ |
| ۱۵۶۱۰۶ | 2001 SA244    | ۱۹ سپتامبر ۲۰۰۱ |
| ۱۵۶۱۰۷ | 2001 SL247    | ۱۹ سپتامبر ۲۰۰۱ |
| ۱۵۶۱۰۸ | 2001 SS247    | ۱۹ سپتامبر ۲۰۰۱ |
| ۱۵۶۱۰۹ | 2001 SP248    | ۱۹ سپتامبر ۲۰۰۱ |
| ۱۵۶۱۱۰ | 2001 SY249    | ۱۹ سپتامبر ۲۰۰۱ |
| ۱۵۶۱۱۱ | 2001 SY253    | ۱۹ سپتامبر ۲۰۰۱ |
| ۱۵۶۱۱۲ | 2001 SO254    | ۱۹ سپتامبر ۲۰۰۱ |
| ۱۵۶۱۱۳ | 2001 SY266    | ۲۵ سپتامبر ۲۰۰۱ |
| ۱۵۶۱۱۴ | 2001 ST267    | ۲۵ سپتامبر ۲۰۰۱ |
| ۱۵۶۱۱۵ | 2001 SQ275    | ۲۱ سپتامبر ۲۰۰۱ |
| ۱۵۶۱۱۶ | 2001 SC281    | ۲۱ سپتامبر ۲۰۰۱ |
| ۱۵۶۱۱۷ | 2001 SU288    | ۲۸ سپتامبر ۲۰۰۱ |
| ۱۵۶۱۱۸ | 2001 SO295    | ۲۰ سپتامبر ۲۰۰۱ |
| ۱۵۶۱۱۹ | 2001 SU296    | ۲۰ سپتامبر ۲۰۰۱ |
| ۱۵۶۱۲۰ | 2001 SQ302    | ۲۰ سپتامبر ۲۰۰۱ |
| ۱۵۶۱۲۱ | 2001 SZ311    | ۲۰ سپتامبر ۲۰۰۱ |
| ۱۵۶۱۲۲ | 2001 SW327    | ۱۸ سپتامبر ۲۰۰۱ |
| ۱۵۶۱۲۳ | 2001 SV337    | ۲۰ سپتامبر ۲۰۰۱ |
| ۱۵۶۱۲۴ | 2001 SR344    | ۲۳ سپتامبر ۲۰۰۱ |
| ۱۵۶۱۲۵ | 2001 SH347    | ۲۵ سپتامبر ۲۰۰۱ |
| ۱۵۶۱۲۶ | 2001 SB350    | ۲۰ سپتامبر ۲۰۰۱ |
| ۱۵۶۱۲۷ | 2001 TR1      | ۱۱ اکتبر ۲۰۰۱   |
| ۱۵۶۱۲۸ | 2001 TA4      | ۷ اکتبر ۲۰۰۱    |
| ۱۵۶۱۲۹ | 2001 TY5      | ۱۰ اکتبر ۲۰۰۱   |
| ۱۵۶۱۳۰ | 2001 TC10     | ۱۳ اکتبر ۲۰۰۱   |
| ۱۵۶۱۳۱ | 2001 TB15     | ۱۰ اکتبر ۲۰۰۱   |
| ۱۵۶۱۳۲ | 2001 TC15     | ۱۰ اکتبر ۲۰۰۱   |
| ۱۵۶۱۳۳ | 2001 TV23     | ۱۴ اکتبر ۲۰۰۱   |
| ۱۵۶۱۳۴ | 2001 TC27     | ۱۴ اکتبر ۲۰۰۱   |
| ۱۵۶۱۳۵ | 2001 TD38     | ۱۴ اکتبر ۲۰۰۱   |
| ۱۵۶۱۳۶ | 2001 TY38     | ۱۴ اکتبر ۲۰۰۱   |
| ۱۵۶۱۳۷ | 2001 TM39     | ۱۴ اکتبر ۲۰۰۱   |
| ۱۵۶۱۳۸ | 2001 TU41     | ۱۴ اکتبر ۲۰۰۱   |
| ۱۵۶۱۳۹ | 2001 TS42     | ۱۴ اکتبر ۲۰۰۱   |
| ۱۵۶۱۴۰ | 2001 TP44     | ۱۴ اکتبر ۲۰۰۱   |
| ۱۵۶۱۴۱ | 2001 TP53     | ۱۳ اکتبر ۲۰۰۱   |
| ۱۵۶۱۴۲ | 2001 TB61     | ۱۳ اکتبر ۲۰۰۱   |
| ۱۵۶۱۴۳ | 2001 TN61     | ۱۳ اکتبر ۲۰۰۱   |
| ۱۵۶۱۴۴ | 2001 TP61     | ۱۳ اکتبر ۲۰۰۱   |
| ۱۵۶۱۴۵ | 2001 TH62     | ۱۳ اکتبر ۲۰۰۱   |
| ۱۵۶۱۴۶ | 2001 TB66     | ۱۳ اکتبر ۲۰۰۱   |
| ۱۵۶۱۴۷ | 2001 TC71     | ۱۳ اکتبر ۲۰۰۱   |
| ۱۵۶۱۴۸ | 2001 TL71     | ۱۳ اکتبر ۲۰۰۱   |
| ۱۵۶۱۴۹ | 2001 TP72     | ۱۳ اکتبر ۲۰۰۱   |
| ۱۵۶۱۵۰ | 2001 TN73     | ۱۳ اکتبر ۲۰۰۱   |
| ۱۵۶۱۵۱ | 2001 TL74     | ۱۳ اکتبر ۲۰۰۱   |
| ۱۵۶۱۵۲ | 2001 TN75     | ۱۳ اکتبر ۲۰۰۱   |
| ۱۵۶۱۵۳ | 2001 TM78     | ۱۳ اکتبر ۲۰۰۱   |
| ۱۵۶۱۵۴ | 2001 TF95     | ۱۴ اکتبر ۲۰۰۱   |
| ۱۵۶۱۵۵ | 2001 TH95     | ۱۴ اکتبر ۲۰۰۱   |
| ۱۵۶۱۵۶ | 2001 TM95     | ۱۴ اکتبر ۲۰۰۱   |
| ۱۵۶۱۵۷ | 2001 TY99     | ۱۴ اکتبر ۲۰۰۱   |
| ۱۵۶۱۵۸ | 2001 TB101    | ۱۴ اکتبر ۲۰۰۱   |
| ۱۵۶۱۵۹ | 2001 TK104    | ۱۵ اکتبر ۲۰۰۱   |
| ۱۵۶۱۶۰ | 2001 TY104    | ۱۳ اکتبر ۲۰۰۱   |
| ۱۵۶۱۶۱ | 2001 TZ111    | ۱۴ اکتبر ۲۰۰۱   |
| ۱۵۶۱۶۲ | 2001 TB112    | ۱۴ اکتبر ۲۰۰۱   |
| ۱۵۶۱۶۳ | 2001 TF112    | ۱۴ اکتبر ۲۰۰۱   |
| ۱۵۶۱۶۴ | 2001 TC116    | ۱۴ اکتبر ۲۰۰۱   |
| ۱۵۶۱۶۵ | 2001 TG132    | ۱۱ اکتبر ۲۰۰۱   |
| ۱۵۶۱۶۶ | 2001 TG134    | ۱۲ اکتبر ۲۰۰۱   |
| ۱۵۶۱۶۷ | 2001 TA135    | ۱۳ اکتبر ۲۰۰۱   |
| ۱۵۶۱۶۸ | 2001 TO144    | ۱۰ اکتبر ۲۰۰۱   |
| ۱۵۶۱۶۹ | 2001 TR149    | ۱۰ اکتبر ۲۰۰۱   |
| ۱۵۶۱۷۰ | 2001 TH150    | ۱۰ اکتبر ۲۰۰۱   |
| ۱۵۶۱۷۱ | 2001 TX150    | ۱۰ اکتبر ۲۰۰۱   |
| ۱۵۶۱۷۲ | 2001 TG159    | ۱۱ اکتبر ۲۰۰۱   |
| ۱۵۶۱۷۳ | 2001 TR162    | ۱۱ اکتبر ۲۰۰۱   |
| ۱۵۶۱۷۴ | 2001 TO164    | ۱۱ اکتبر ۲۰۰۱   |
| ۱۵۶۱۷۵ | 2001 TH174    | ۱۴ اکتبر ۲۰۰۱   |
| ۱۵۶۱۷۶ | 2001 TX180    | ۱۴ اکتبر ۲۰۰۱   |
| ۱۵۶۱۷۷ | 2001 TF181    | ۱۴ اکتبر ۲۰۰۱   |
| ۱۵۶۱۷۸ | 2001 TM181    | ۱۴ اکتبر ۲۰۰۱   |
| ۱۵۶۱۷۹ | 2001 TR187    | ۱۴ اکتبر ۲۰۰۱   |
| ۱۵۶۱۸۰ | 2001 TP195    | ۱۵ اکتبر ۲۰۰۱   |
| ۱۵۶۱۸۱ | 2001 TK204    | ۱۱ اکتبر ۲۰۰۱   |
| ۱۵۶۱۸۲ | 2001 TE219    | ۱۴ اکتبر ۲۰۰۱   |
| ۱۵۶۱۸۳ | 2001 TN219    | ۱۴ اکتبر ۲۰۰۱   |
| ۱۵۶۱۸۴ | 2001 TX219    | ۱۴ اکتبر ۲۰۰۱   |
| ۱۵۶۱۸۵ | 2001 TH220    | ۱۴ اکتبر ۲۰۰۱   |
| ۱۵۶۱۸۶ | 2001 TE222    | ۱۴ اکتبر ۲۰۰۱   |
| ۱۵۶۱۸۷ | 2001 TJ233    | ۱۵ اکتبر ۲۰۰۱   |
| ۱۵۶۱۸۸ | 2001 TV233    | ۱۵ اکتبر ۲۰۰۱   |
| ۱۵۶۱۸۹ | 2001 TQ236    | ۷ اکتبر ۲۰۰۱    |
| ۱۵۶۱۹۰ | 2001 TY236    | ۸ اکتبر ۲۰۰۱    |
| ۱۵۶۱۹۱ | 2001 TJ256    | ۱۰ اکتبر ۲۰۰۱   |
| ۱۵۶۱۹۲ | 2001 UJ5      | ۱۷ اکتبر ۲۰۰۱   |
| ۱۵۶۱۹۳ | 2001 UC6      | ۲۰ اکتبر ۲۰۰۱   |
| ۱۵۶۱۹۴ | 2001 UM6      | ۱۷ اکتبر ۲۰۰۱   |
| ۱۵۶۱۹۵ | 2001 UW6      | ۱۸ اکتبر ۲۰۰۱   |
| ۱۵۶۱۹۶ | 2001 UZ11     | ۲۳ اکتبر ۲۰۰۱   |
| ۱۵۶۱۹۷ | 2001 UV23     | ۱۸ اکتبر ۲۰۰۱   |
| ۱۵۶۱۹۸ | 2001 UP29     | ۱۶ اکتبر ۲۰۰۱   |
| ۱۵۶۱۹۹ | 2001 UA35     | ۱۶ اکتبر ۲۰۰۱   |
| ۱۵۶۲۰۰ | 2001 UB39     | ۱۷ اکتبر ۲۰۰۱   |
| ۱۵۶۲۰۱ | 2001 UJ39     | ۱۷ اکتبر ۲۰۰۱   |
| ۱۵۶۲۰۲ | 2001 UJ41     | ۱۷ اکتبر ۲۰۰۱   |
| ۱۵۶۲۰۳ | 2001 UQ43     | ۱۷ اکتبر ۲۰۰۱   |
| ۱۵۶۲۰۴ | 2001 UA46     | ۱۷ اکتبر ۲۰۰۱   |
| ۱۵۶۲۰۵ | 2001 UK46     | ۱۷ اکتبر ۲۰۰۱   |
| ۱۵۶۲۰۶ | 2001 UH49     | ۱۷ اکتبر ۲۰۰۱   |
| ۱۵۶۲۰۷ | 2001 UD50     | ۱۷ اکتبر ۲۰۰۱   |
| ۱۵۶۲۰۸ | 2001 UJ52     | ۱۷ اکتبر ۲۰۰۱   |
| ۱۵۶۲۰۹ | 2001 UG54     | ۱۸ اکتبر ۲۰۰۱   |
| ۱۵۶۲۱۰ | 2001 UH57     | ۱۷ اکتبر ۲۰۰۱   |
| ۱۵۶۲۱۱ | 2001 UR59     | ۱۷ اکتبر ۲۰۰۱   |
| ۱۵۶۲۱۲ | 2001 UB62     | ۱۷ اکتبر ۲۰۰۱   |
| ۱۵۶۲۱۳ | 2001 UH63     | ۱۷ اکتبر ۲۰۰۱   |
| ۱۵۶۲۱۴ | 2001 UO66     | ۱۸ اکتبر ۲۰۰۱   |
| ۱۵۶۲۱۵ | 2001 UK72     | ۲۰ اکتبر ۲۰۰۱   |
| ۱۵۶۲۱۶ | 2001 UX73     | ۱۷ اکتبر ۲۰۰۱   |
| ۱۵۶۲۱۷ | 2001 US74     | ۱۷ اکتبر ۲۰۰۱   |
| ۱۵۶۲۱۸ | 2001 UK75     | ۱۷ اکتبر ۲۰۰۱   |
| ۱۵۶۲۱۹ | 2001 UP75     | ۱۷ اکتبر ۲۰۰۱   |
| ۱۵۶۲۲۰ | 2001 UJ76     | ۱۷ اکتبر ۲۰۰۱   |
| ۱۵۶۲۲۱ | 2001 UE81     | ۲۰ اکتبر ۲۰۰۱   |
| ۱۵۶۲۲۲ | 2001 UB91     | ۲۳ اکتبر ۲۰۰۱   |
| ۱۵۶۲۲۳ | 2001 UK94     | ۱۹ اکتبر ۲۰۰۱   |
| ۱۵۶۲۲۴ | 2001 UK96     | ۱۷ اکتبر ۲۰۰۱   |
| ۱۵۶۲۲۵ | 2001 UB99     | ۱۷ اکتبر ۲۰۰۱   |
| ۱۵۶۲۲۶ | 2001 UY99     | ۱۷ اکتبر ۲۰۰۱   |
| ۱۵۶۲۲۷ | 2001 UU107    | ۲۰ اکتبر ۲۰۰۱   |
| ۱۵۶۲۲۸ | 2001 UJ118    | ۲۲ اکتبر ۲۰۰۱   |
| ۱۵۶۲۲۹ | 2001 UY118    | ۲۲ اکتبر ۲۰۰۱   |
| ۱۵۶۲۳۰ | 2001 UE119    | ۲۲ اکتبر ۲۰۰۱   |
| ۱۵۶۲۳۱ | 2001 UC123    | ۲۲ اکتبر ۲۰۰۱   |
| ۱۵۶۲۳۲ | 2001 UC128    | ۱۷ اکتبر ۲۰۰۱   |
| ۱۵۶۲۳۳ | 2001 UY131    | ۲۰ اکتبر ۲۰۰۱   |
| ۱۵۶۲۳۴ | 2001 UJ140    | ۲۳ اکتبر ۲۰۰۱   |
| ۱۵۶۲۳۵ | 2001 UJ145    | ۲۳ اکتبر ۲۰۰۱   |
| ۱۵۶۲۳۶ | 2001 UM145    | ۲۳ اکتبر ۲۰۰۱   |
| ۱۵۶۲۳۷ | 2001 UH146    | ۲۳ اکتبر ۲۰۰۱   |
| ۱۵۶۲۳۸ | 2001 UL151    | ۲۳ اکتبر ۲۰۰۱   |
| ۱۵۶۲۳۹ | 2001 UC153    | ۲۳ اکتبر ۲۰۰۱   |
| ۱۵۶۲۴۰ | 2001 UO155    | ۲۳ اکتبر ۲۰۰۱   |
| ۱۵۶۲۴۱ | 2001 UX156    | ۲۳ اکتبر ۲۰۰۱   |
| ۱۵۶۲۴۲ | 2001 UD162    | ۲۳ اکتبر ۲۰۰۱   |
| ۱۵۶۲۴۳ | 2001 UL163    | ۲۳ اکتبر ۲۰۰۱   |
| ۱۵۶۲۴۴ | 2001 UX169    | ۲۱ اکتبر ۲۰۰۱   |
| ۱۵۶۲۴۵ | 2001 UF174    | ۱۸ اکتبر ۲۰۰۱   |
| ۱۵۶۲۴۶ | 2001 UQ174    | ۱۸ اکتبر ۲۰۰۱   |
| ۱۵۶۲۴۷ | 2001 UM179    | ۲۶ اکتبر ۲۰۰۱   |
| ۱۵۶۲۴۸ | 2001 UR186    | ۱۷ اکتبر ۲۰۰۱   |
| ۱۵۶۲۴۹ | 2001 UT189    | ۱۸ اکتبر ۲۰۰۱   |
| ۱۵۶۲۵۰ | 2001 UM198    | ۱۹ اکتبر ۲۰۰۱   |
| ۱۵۶۲۵۱ | 2001 UN201    | ۱۹ اکتبر ۲۰۰۱   |
| ۱۵۶۲۵۲ | 2001 UV201    | ۱۹ اکتبر ۲۰۰۱   |
| ۱۵۶۲۵۳ | 2001 UC217    | ۲۴ اکتبر ۲۰۰۱   |
| ۱۵۶۲۵۴ | 2001 UM217    | ۲۴ اکتبر ۲۰۰۱   |
| ۱۵۶۲۵۵ | 2001 UQ220    | ۲۱ اکتبر ۲۰۰۱   |
| ۱۵۶۲۵۶ | 2001 VC8      | ۹ نوامبر ۲۰۰۱   |
| ۱۵۶۲۵۷ | 2001 VC10     | ۱۰ نوامبر ۲۰۰۱  |
| ۱۵۶۲۵۸ | 2001 VE15     | ۱۰ نوامبر ۲۰۰۱  |
| ۱۵۶۲۵۹ | 2001 VY18     | ۹ نوامبر ۲۰۰۱   |
| ۱۵۶۲۶۰ | 2001 VJ19     | ۹ نوامبر ۲۰۰۱   |
| ۱۵۶۲۶۱ | 2001 VD21     | ۹ نوامبر ۲۰۰۱   |
| ۱۵۶۲۶۲ | 2001 VP22     | ۹ نوامبر ۲۰۰۱   |
| ۱۵۶۲۶۳ | 2001 VC24     | ۹ نوامبر ۲۰۰۱   |
| ۱۵۶۲۶۴ | 2001 VT27     | ۹ نوامبر ۲۰۰۱   |
| ۱۵۶۲۶۵ | 2001 VH35     | ۹ نوامبر ۲۰۰۱   |
| ۱۵۶۲۶۶ | 2001 VL35     | ۹ نوامبر ۲۰۰۱   |
| ۱۵۶۲۶۷ | 2001 VN37     | ۹ نوامبر ۲۰۰۱   |
| ۱۵۶۲۶۸ | 2001 VQ40     | ۹ نوامبر ۲۰۰۱   |
| ۱۵۶۲۶۹ | 2001 VP47     | ۹ نوامبر ۲۰۰۱   |
| ۱۵۶۲۷۰ | 2001 VF57     | ۱۰ نوامبر ۲۰۰۱  |
| ۱۵۶۲۷۱ | 2001 VV59     | ۱۰ نوامبر ۲۰۰۱  |
| ۱۵۶۲۷۲ | 2001 VO66     | ۱۰ نوامبر ۲۰۰۱  |
| ۱۵۶۲۷۳ | 2001 VU70     | ۱۱ نوامبر ۲۰۰۱  |
| ۱۵۶۲۷۴ | 2001 VY71     | ۱۲ نوامبر ۲۰۰۱  |
| ۱۵۶۲۷۵ | 2001 VC90     | ۱۵ نوامبر ۲۰۰۱  |
| ۱۵۶۲۷۶ | 2001 VH90     | ۱۵ نوامبر ۲۰۰۱  |
| ۱۵۶۲۷۷ | 2001 VN99     | ۱۵ نوامبر ۲۰۰۱  |
| ۱۵۶۲۷۸ | 2001 VN105    | ۱۲ نوامبر ۲۰۰۱  |
| ۱۵۶۲۷۹ | 2001 VO106    | ۱۲ نوامبر ۲۰۰۱  |
| ۱۵۶۲۸۰ | 2001 VX119    | ۱۲ نوامبر ۲۰۰۱  |
| ۱۵۶۲۸۱ | 2001 VC121    | ۱۲ نوامبر ۲۰۰۱  |
| ۱۵۶۲۸۲ | 2001 VK126    | ۱۴ نوامبر ۲۰۰۱  |
| ۱۵۶۲۸۳ | 2001 WN9      | ۱۷ نوامبر ۲۰۰۱  |
| ۱۵۶۲۸۴ | 2001 WE11     | ۱۷ نوامبر ۲۰۰۱  |
| ۱۵۶۲۸۵ | 2001 WG12     | ۱۷ نوامبر ۲۰۰۱  |
| ۱۵۶۲۸۶ | 2001 WV13     | ۱۷ نوامبر ۲۰۰۱  |
| ۱۵۶۲۸۷ | 2001 WU14     | ۱۷ نوامبر ۲۰۰۱  |
| ۱۵۶۲۸۸ | 2001 WQ16     | ۱۷ نوامبر ۲۰۰۱  |
| ۱۵۶۲۸۹ | 2001 WF17     | ۱۷ نوامبر ۲۰۰۱  |
| ۱۵۶۲۹۰ | 2001 WK36     | ۱۷ نوامبر ۲۰۰۱  |
| ۱۵۶۲۹۱ | 2001 WM38     | ۱۷ نوامبر ۲۰۰۱  |
| ۱۵۶۲۹۲ | 2001 WA57     | ۱۹ نوامبر ۲۰۰۱  |
| ۱۵۶۲۹۳ | 2001 WB59     | ۱۹ نوامبر ۲۰۰۱  |
| ۱۵۶۲۹۴ | 2001 WU66     | ۲۰ نوامبر ۲۰۰۱  |
| ۱۵۶۲۹۵ | 2001 XG5      | ۵ دسامبر ۲۰۰۱   |
| ۱۵۶۲۹۶ | 2001 XU7      | ۸ دسامبر ۲۰۰۱   |
| ۱۵۶۲۹۷ | 2001 XR8      | ۹ دسامبر ۲۰۰۱   |
| ۱۵۶۲۹۸ | 2001 XT8      | ۹ دسامبر ۲۰۰۱   |
| ۱۵۶۲۹۹ | 2001 XA11     | ۷ دسامبر ۲۰۰۱   |
| ۱۵۶۳۰۰ | 2001 XD16     | ۱۰ دسامبر ۲۰۰۱  |
| ۱۵۶۳۰۱ | 2001 XZ17     | ۹ دسامبر ۲۰۰۱   |
| ۱۵۶۳۰۲ | 2001 XA18     | ۹ دسامبر ۲۰۰۱   |
| ۱۵۶۳۰۳ | 2001 XU22     | ۹ دسامبر ۲۰۰۱   |
| ۱۵۶۳۰۴ | 2001 XS28     | ۱۱ دسامبر ۲۰۰۱  |
| ۱۵۶۳۰۵ | 2001 XQ32     | ۱۰ دسامبر ۲۰۰۱  |
| ۱۵۶۳۰۶ | 2001 XS36     | ۹ دسامبر ۲۰۰۱   |
| ۱۵۶۳۰۷ | 2001 XC42     | ۹ دسامبر ۲۰۰۱   |
| ۱۵۶۳۰۸ | 2001 XN44     | ۹ دسامبر ۲۰۰۱   |
| ۱۵۶۳۰۹ | 2001 XZ44     | ۹ دسامبر ۲۰۰۱   |
| ۱۵۶۳۱۰ | 2001 XL46     | ۹ دسامبر ۲۰۰۱   |
| ۱۵۶۳۱۱ | 2001 XD51     | ۱۰ دسامبر ۲۰۰۱  |
| ۱۵۶۳۱۲ | 2001 XF55     | ۱۰ دسامبر ۲۰۰۱  |
| ۱۵۶۳۱۳ | 2001 XE58     | ۱۰ دسامبر ۲۰۰۱  |
| ۱۵۶۳۱۴ | 2001 XT62     | ۱۰ دسامبر ۲۰۰۱  |
| ۱۵۶۳۱۵ | 2001 XY67     | ۱۰ دسامبر ۲۰۰۱  |
| ۱۵۶۳۱۶ | 2001 XP68     | ۱۱ دسامبر ۲۰۰۱  |
| ۱۵۶۳۱۷ | 2001 XM69     | ۱۱ دسامبر ۲۰۰۱  |
| ۱۵۶۳۱۸ | 2001 XF76     | ۱۱ دسامبر ۲۰۰۱  |
| ۱۵۶۳۱۹ | 2001 XR76     | ۱۱ دسامبر ۲۰۰۱  |
| ۱۵۶۳۲۰ | 2001 XA78     | ۱۱ دسامبر ۲۰۰۱  |
| ۱۵۶۳۲۱ | 2001 XH78     | ۱۱ دسامبر ۲۰۰۱  |
| ۱۵۶۳۲۲ | 2001 XN82     | ۱۱ دسامبر ۲۰۰۱  |
| ۱۵۶۳۲۳ | 2001 XL84     | ۱۱ دسامبر ۲۰۰۱  |
| ۱۵۶۳۲۴ | 2001 XQ85     | ۱۱ دسامبر ۲۰۰۱  |
| ۱۵۶۳۲۵ | 2001 XC98     | ۱۰ دسامبر ۲۰۰۱  |
| ۱۵۶۳۲۶ | 2001 XG101    | ۱۰ دسامبر ۲۰۰۱  |
| ۱۵۶۳۲۷ | 2001 XW101    | ۱۰ دسامبر ۲۰۰۱  |
| ۱۵۶۳۲۸ | 2001 XP108    | ۱۰ دسامبر ۲۰۰۱  |
| ۱۵۶۳۲۹ | 2001 XO110    | ۱۱ دسامبر ۲۰۰۱  |
| ۱۵۶۳۳۰ | 2001 XD112    | ۱۱ دسامبر ۲۰۰۱  |
| ۱۵۶۳۳۱ | 2001 XF115    | ۱۳ دسامبر ۲۰۰۱  |
| ۱۵۶۳۳۲ | 2001 XY117    | ۱۳ دسامبر ۲۰۰۱  |
| ۱۵۶۳۳۳ | 2001 XN125    | ۱۴ دسامبر ۲۰۰۱  |
| ۱۵۶۳۳۴ | 2001 XH132    | ۱۴ دسامبر ۲۰۰۱  |
| ۱۵۶۳۳۵ | 2001 XM132    | ۱۴ دسامبر ۲۰۰۱  |
| ۱۵۶۳۳۶ | 2001 XC133    | ۱۴ دسامبر ۲۰۰۱  |
| ۱۵۶۳۳۷ | 2001 XR133    | ۱۴ دسامبر ۲۰۰۱  |
| ۱۵۶۳۳۸ | 2001 XW138    | ۱۴ دسامبر ۲۰۰۱  |
| ۱۵۶۳۳۹ | 2001 XL148    | ۱۴ دسامبر ۲۰۰۱  |
| ۱۵۶۳۴۰ | 2001 XU150    | ۱۴ دسامبر ۲۰۰۱  |
| ۱۵۶۳۴۱ | 2001 XA153    | ۱۴ دسامبر ۲۰۰۱  |
| ۱۵۶۳۴۲ | 2001 XT154    | ۱۴ دسامبر ۲۰۰۱  |
| ۱۵۶۳۴۳ | 2001 XE163    | ۱۴ دسامبر ۲۰۰۱  |
| ۱۵۶۳۴۴ | 2001 XT165    | ۱۴ دسامبر ۲۰۰۱  |
| ۱۵۶۳۴۵ | 2001 XX168    | ۱۴ دسامبر ۲۰۰۱  |
| ۱۵۶۳۴۶ | 2001 XY169    | ۱۴ دسامبر ۲۰۰۱  |
| ۱۵۶۳۴۷ | 2001 XS170    | ۱۴ دسامبر ۲۰۰۱  |
| ۱۵۶۳۴۸ | 2001 XW171    | ۱۴ دسامبر ۲۰۰۱  |
| ۱۵۶۳۴۹ | 2001 XA175    | ۱۴ دسامبر ۲۰۰۱  |
| ۱۵۶۳۵۰ | 2001 XS179    | ۱۴ دسامبر ۲۰۰۱  |
| ۱۵۶۳۵۱ | 2001 XW182    | ۱۴ دسامبر ۲۰۰۱  |
| ۱۵۶۳۵۲ | 2001 XF184    | ۱۴ دسامبر ۲۰۰۱  |
| ۱۵۶۳۵۳ | 2001 XC189    | ۱۴ دسامبر ۲۰۰۱  |
| ۱۵۶۳۵۴ | 2001 XO205    | ۱۱ دسامبر ۲۰۰۱  |
| ۱۵۶۳۵۵ | 2001 XB207    | ۱۱ دسامبر ۲۰۰۱  |
| ۱۵۶۳۵۶ | 2001 XU207    | ۱۱ دسامبر ۲۰۰۱  |
| ۱۵۶۳۵۷ | 2001 XZ208    | ۱۱ دسامبر ۲۰۰۱  |
| ۱۵۶۳۵۸ | 2001 XF214    | ۱۱ دسامبر ۲۰۰۱  |
| ۱۵۶۳۵۹ | 2001 XV214    | ۱۳ دسامبر ۲۰۰۱  |
| ۱۵۶۳۶۰ | 2001 XP215    | ۱۴ دسامبر ۲۰۰۱  |
| ۱۵۶۳۶۱ | 2001 XU217    | ۱۴ دسامبر ۲۰۰۱  |
| ۱۵۶۳۶۲ | 2001 XN224    | ۱۵ دسامبر ۲۰۰۱  |
| ۱۵۶۳۶۳ | 2001 XZ228    | ۱۵ دسامبر ۲۰۰۱  |
| ۱۵۶۳۶۴ | 2001 XG233    | ۱۵ دسامبر ۲۰۰۱  |
| ۱۵۶۳۶۵ | 2001 XD235    | ۱۵ دسامبر ۲۰۰۱  |
| ۱۵۶۳۶۶ | 2001 XV237    | ۱۵ دسامبر ۲۰۰۱  |
| ۱۵۶۳۶۷ | 2001 XC248    | ۱۴ دسامبر ۲۰۰۱  |
| ۱۵۶۳۶۸ | 2001 XR252    | ۱۴ دسامبر ۲۰۰۱  |
| ۱۵۶۳۶۹ | 2001 XD253    | ۱۴ دسامبر ۲۰۰۱  |
| ۱۵۶۳۷۰ | 2001 XC260    | ۹ دسامبر ۲۰۰۱   |
| ۱۵۶۳۷۱ | 2001 YN4      | ۲۲ دسامبر ۲۰۰۱  |
| ۱۵۶۳۷۲ | 2001 YT4      | ۲۳ دسامبر ۲۰۰۱  |
| ۱۵۶۳۷۳ | 2001 YR12     | ۱۷ دسامبر ۲۰۰۱  |
| ۱۵۶۳۷۴ | 2001 YU16     | ۱۷ دسامبر ۲۰۰۱  |
| ۱۵۶۳۷۵ | 2001 YG23     | ۱۸ دسامبر ۲۰۰۱  |
| ۱۵۶۳۷۶ | 2001 YB28     | ۱۸ دسامبر ۲۰۰۱  |
| ۱۵۶۳۷۷ | 2001 YQ41     | ۱۸ دسامبر ۲۰۰۱  |
| ۱۵۶۳۷۸ | 2001 YS47     | ۱۸ دسامبر ۲۰۰۱  |
| ۱۵۶۳۷۹ | 2001 YJ64     | ۱۸ دسامبر ۲۰۰۱  |
| ۱۵۶۳۸۰ | 2001 YL70     | ۱۸ دسامبر ۲۰۰۱  |
| ۱۵۶۳۸۱ | 2001 YT71     | ۱۸ دسامبر ۲۰۰۱  |
| ۱۵۶۳۸۲ | 2001 YU73     | ۱۸ دسامبر ۲۰۰۱  |
| ۱۵۶۳۸۳ | 2001 YE80     | ۱۸ دسامبر ۲۰۰۱  |
| ۱۵۶۳۸۴ | 2001 YS81     | ۱۸ دسامبر ۲۰۰۱  |
| ۱۵۶۳۸۵ | 2001 YC83     | ۱۸ دسامبر ۲۰۰۱  |
| ۱۵۶۳۸۶ | 2001 YR87     | ۱۸ دسامبر ۲۰۰۱  |
| ۱۵۶۳۸۷ | 2001 YQ100    | ۱۷ دسامبر ۲۰۰۱  |
| ۱۵۶۳۸۸ | 2001 YE101    | ۱۷ دسامبر ۲۰۰۱  |
| ۱۵۶۳۸۹ | 2001 YJ102    | ۱۷ دسامبر ۲۰۰۱  |
| ۱۵۶۳۹۰ | 2001 YM103    | ۱۷ دسامبر ۲۰۰۱  |
| ۱۵۶۳۹۱ | 2001 YX107    | ۱۷ دسامبر ۲۰۰۱  |
| ۱۵۶۳۹۲ | 2001 YA113    | ۱۸ دسامبر ۲۰۰۱  |
| ۱۵۶۳۹۳ | 2001 YA124    | ۱۷ دسامبر ۲۰۰۱  |
| ۱۵۶۳۹۴ | 2001 YA139    | ۲۳ دسامبر ۲۰۰۱  |
| ۱۵۶۳۹۵ | 2001 YS140    | ۱۷ دسامبر ۲۰۰۱  |
| ۱۵۶۳۹۶ | 2001 YH146    | ۱۸ دسامبر ۲۰۰۱  |
| ۱۵۶۳۹۷ | 2001 YK147    | ۱۸ دسامبر ۲۰۰۱  |
| ۱۵۶۳۹۸ | 2001 YC153    | ۱۹ دسامبر ۲۰۰۱  |
| ۱۵۶۳۹۹ | 2001 YA156    | ۲۰ دسامبر ۲۰۰۱  |
| ۱۵۶۴۰۰ | 2001 YR161    | ۱۹ دسامبر ۲۰۰۱  |
| ۱۵۶۴۰۱ | 2002 AK3      | ۵ ژانویه ۲۰۰۲   |
| ۱۵۶۴۰۲ | 2002 AO4      | ۸ ژانویه ۲۰۰۲   |
| ۱۵۶۴۰۳ | 2002 AX20     | ۸ ژانویه ۲۰۰۲   |
| ۱۵۶۴۰۴ | 2002 AQ24     | ۸ ژانویه ۲۰۰۲   |
| ۱۵۶۴۰۵ | 2002 AS34     | ۱۰ ژانویه ۲۰۰۲  |
| ۱۵۶۴۰۶ | 2002 AW40     | ۹ ژانویه ۲۰۰۲   |
| ۱۵۶۴۰۷ | 2002 AE42     | ۹ ژانویه ۲۰۰۲   |
| ۱۵۶۴۰۸ | 2002 AE44     | ۹ ژانویه ۲۰۰۲   |
| ۱۵۶۴۰۹ | 2002 AO46     | ۹ ژانویه ۲۰۰۲   |
| ۱۵۶۴۱۰ | 2002 AG49     | ۹ ژانویه ۲۰۰۲   |
| ۱۵۶۴۱۱ | 2002 AM55     | ۹ ژانویه ۲۰۰۲   |
| ۱۵۶۴۱۲ | 2002 AQ57     | ۹ ژانویه ۲۰۰۲   |
| ۱۵۶۴۱۳ | 2002 AQ63     | ۱۱ ژانویه ۲۰۰۲  |
| ۱۵۶۴۱۴ | 2002 AS67     | ۸ ژانویه ۲۰۰۲   |
| ۱۵۶۴۱۵ | 2002 AN70     | ۸ ژانویه ۲۰۰۲   |
| ۱۵۶۴۱۶ | 2002 AZ73     | ۸ ژانویه ۲۰۰۲   |
| ۱۵۶۴۱۷ | 2002 AA77     | ۸ ژانویه ۲۰۰۲   |
| ۱۵۶۴۱۸ | 2002 AV81     | ۹ ژانویه ۲۰۰۲   |
| ۱۵۶۴۱۹ | 2002 AJ82     | ۹ ژانویه ۲۰۰۲   |
| ۱۵۶۴۲۰ | 2002 AC86     | ۹ ژانویه ۲۰۰۲   |
| ۱۵۶۴۲۱ | 2002 AA87     | ۹ ژانویه ۲۰۰۲   |
| ۱۵۶۴۲۲ | 2002 AW88     | ۹ ژانویه ۲۰۰۲   |
| ۱۵۶۴۲۳ | 2002 AD92     | ۱۲ ژانویه ۲۰۰۲  |
| ۱۵۶۴۲۴ | 2002 AG94     | ۸ ژانویه ۲۰۰۲   |
| ۱۵۶۴۲۵ | 2002 AE97     | ۸ ژانویه ۲۰۰۲   |
| ۱۵۶۴۲۶ | 2002 AJ101    | ۸ ژانویه ۲۰۰۲   |
| ۱۵۶۴۲۷ | 2002 AV101    | ۸ ژانویه ۲۰۰۲   |
| ۱۵۶۴۲۸ | 2002 AD102    | ۸ ژانویه ۲۰۰۲   |
| ۱۵۶۴۲۹ | 2002 AJ102    | ۸ ژانویه ۲۰۰۲   |
| ۱۵۶۴۳۰ | 2002 AL103    | ۸ ژانویه ۲۰۰۲   |
| ۱۵۶۴۳۱ | 2002 AX104    | ۹ ژانویه ۲۰۰۲   |
| ۱۵۶۴۳۲ | 2002 AZ104    | ۹ ژانویه ۲۰۰۲   |
| ۱۵۶۴۳۳ | 2002 AD113    | ۹ ژانویه ۲۰۰۲   |
| ۱۵۶۴۳۴ | 2002 AT119    | ۹ ژانویه ۲۰۰۲   |
| ۱۵۶۴۳۵ | 2002 AO120    | ۹ ژانویه ۲۰۰۲   |
| ۱۵۶۴۳۶ | 2002 AB123    | ۹ ژانویه ۲۰۰۲   |
| ۱۵۶۴۳۷ | 2002 AS136    | ۹ ژانویه ۲۰۰۲   |
| ۱۵۶۴۳۸ | 2002 AZ140    | ۱۳ ژانویه ۲۰۰۲  |
| ۱۵۶۴۳۹ | 2002 AT146    | ۱۳ ژانویه ۲۰۰۲  |
| ۱۵۶۴۴۰ | 2002 AY148    | ۱۳ ژانویه ۲۰۰۲  |
| ۱۵۶۴۴۱ | 2002 AU154    | ۱۴ ژانویه ۲۰۰۲  |
| ۱۵۶۴۴۲ | 2002 AG157    | ۱۳ ژانویه ۲۰۰۲  |
| ۱۵۶۴۴۳ | 2002 AR160    | ۱۳ ژانویه ۲۰۰۲  |
| ۱۵۶۴۴۴ | 2002 AH163    | ۱۳ ژانویه ۲۰۰۲  |
| ۱۵۶۴۴۵ | 2002 AQ163    | ۱۳ ژانویه ۲۰۰۲  |
| ۱۵۶۴۴۶ | 2002 AZ166    | ۱۳ ژانویه ۲۰۰۲  |
| ۱۵۶۴۴۷ | 2002 AM177    | ۱۴ ژانویه ۲۰۰۲  |
| ۱۵۶۴۴۸ | 2002 AU180    | ۵ ژانویه ۲۰۰۲   |
| ۱۵۶۴۴۹ | 2002 AH182    | ۵ ژانویه ۲۰۰۲   |
| ۱۵۶۴۵۰ | 2002 AS198    | ۱۲ ژانویه ۲۰۰۲  |
| ۱۵۶۴۵۱ | 2002 AH203    | ۵ ژانویه ۲۰۰۲   |
| ۱۵۶۴۵۲ | 2002 BU3      | ۱۸ ژانویه ۲۰۰۲  |
| ۱۵۶۴۵۳ | 2002 BC8      | ۱۸ ژانویه ۲۰۰۲  |
| ۱۵۶۴۵۴ | 2002 BN9      | ۱۸ ژانویه ۲۰۰۲  |
| ۱۵۶۴۵۵ | 2002 BD14     | ۱۹ ژانویه ۲۰۰۲  |
| ۱۵۶۴۵۶ | 2002 BD16     | ۱۹ ژانویه ۲۰۰۲  |
| ۱۵۶۴۵۷ | 2002 BU24     | ۲۳ ژانویه ۲۰۰۲  |
| ۱۵۶۴۵۸ | 2002 BP27     | ۲۰ ژانویه ۲۰۰۲  |
| ۱۵۶۴۵۹ | 2002 BQ27     | ۲۰ ژانویه ۲۰۰۲  |
| ۱۵۶۴۶۰ | 2002 BU27     | ۲۰ ژانویه ۲۰۰۲  |
| ۱۵۶۴۶۱ | 2002 BM29     | ۲۰ ژانویه ۲۰۰۲  |
| ۱۵۶۴۶۲ | 2002 BZ30     | ۱۹ ژانویه ۲۰۰۲  |
| ۱۵۶۴۶۳ | 2002 CS2      | ۳ فوریه ۲۰۰۲    |
| ۱۵۶۴۶۴ | 2002 CD5      | ۴ فوریه ۲۰۰۲    |
| ۱۵۶۴۶۵ | 2002 CB8      | ۴ فوریه ۲۰۰۲    |
| ۱۵۶۴۶۶ | 2002 CG10     | ۶ فوریه ۲۰۰۲    |
| ۱۵۶۴۶۷ | 2002 CK21     | ۵ فوریه ۲۰۰۲    |
| ۱۵۶۴۶۸ | 2002 CQ33     | ۶ فوریه ۲۰۰۲    |
| ۱۵۶۴۶۹ | 2002 CV33     | ۶ فوریه ۲۰۰۲    |
| ۱۵۶۴۷۰ | 2002 CM37     | ۷ فوریه ۲۰۰۲    |
| ۱۵۶۴۷۱ | 2002 CE40     | ۶ فوریه ۲۰۰۲    |
| ۱۵۶۴۷۲ | 2002 CP45     | ۸ فوریه ۲۰۰۲    |
| ۱۵۶۴۷۳ | 2002 CK46     | ۶ فوریه ۲۰۰۲    |
| ۱۵۶۴۷۴ | 2002 CN46     | ۱۱ فوریه ۲۰۰۲   |
| ۱۵۶۴۷۵ | 2002 CG47     | ۳ فوریه ۲۰۰۲    |
| ۱۵۶۴۷۶ | 2002 CO49     | ۳ فوریه ۲۰۰۲    |
| ۱۵۶۴۷۷ | 2002 CO52     | ۱۲ فوریه ۲۰۰۲   |
| ۱۵۶۴۷۸ | 2002 CV53     | ۷ فوریه ۲۰۰۲    |
| ۱۵۶۴۷۹ | 2002 CR60     | ۶ فوریه ۲۰۰۲    |
| ۱۵۶۴۸۰ | 2002 CH62     | ۶ فوریه ۲۰۰۲    |
| ۱۵۶۴۸۱ | 2002 CH63     | ۶ فوریه ۲۰۰۲    |
| ۱۵۶۴۸۲ | 2002 CS63     | ۶ فوریه ۲۰۰۲    |
| ۱۵۶۴۸۳ | 2002 CX63     | ۶ فوریه ۲۰۰۲    |
| ۱۵۶۴۸۴ | 2002 CG65     | ۶ فوریه ۲۰۰۲    |
| ۱۵۶۴۸۵ | 2002 CE66     | ۷ فوریه ۲۰۰۲    |
| ۱۵۶۴۸۶ | 2002 CO79     | ۷ فوریه ۲۰۰۲    |
| ۱۵۶۴۸۷ | 2002 CU85     | ۷ فوریه ۲۰۰۲    |
| ۱۵۶۴۸۸ | 2002 CV88     | ۷ فوریه ۲۰۰۲    |
| ۱۵۶۴۸۹ | 2002 CY93     | ۷ فوریه ۲۰۰۲    |
| ۱۵۶۴۹۰ | 2002 CX94     | ۷ فوریه ۲۰۰۲    |
| ۱۵۶۴۹۱ | 2002 CN101    | ۷ فوریه ۲۰۰۲    |
| ۱۵۶۴۹۲ | 2002 CN108    | ۷ فوریه ۲۰۰۲    |
| ۱۵۶۴۹۳ | 2002 CC111    | ۷ فوریه ۲۰۰۲    |
| ۱۵۶۴۹۴ | 2002 CT120    | ۷ فوریه ۲۰۰۲    |
| ۱۵۶۴۹۵ | 2002 CD122    | ۷ فوریه ۲۰۰۲    |
| ۱۵۶۴۹۶ | 2002 CN122    | ۷ فوریه ۲۰۰۲    |
| ۱۵۶۴۹۷ | 2002 CW129    | ۷ فوریه ۲۰۰۲    |
| ۱۵۶۴۹۸ | 2002 CZ129    | ۷ فوریه ۲۰۰۲    |
| ۱۵۶۴۹۹ | 2002 CD138    | ۸ فوریه ۲۰۰۲    |
| ۱۵۶۵۰۰ | 2002 CU142    | ۹ فوریه ۲۰۰۲    |
| ۱۵۶۵۰۱ | 2002 CZ142    | ۹ فوریه ۲۰۰۲    |
| ۱۵۶۵۰۲ | 2002 CZ143    | ۹ فوریه ۲۰۰۲    |
| ۱۵۶۵۰۳ | 2002 CD151    | ۱۰ فوریه ۲۰۰۲   |
| ۱۵۶۵۰۴ | 2002 CX162    | ۸ فوریه ۲۰۰۲    |
| ۱۵۶۵۰۵ | 2002 CA163    | ۸ فوریه ۲۰۰۲    |
| ۱۵۶۵۰۶ | 2002 CW165    | ۸ فوریه ۲۰۰۲    |
| ۱۵۶۵۰۷ | 2002 CH166    | ۸ فوریه ۲۰۰۲    |
| ۱۵۶۵۰۸ | 2002 CH167    | ۸ فوریه ۲۰۰۲    |
| ۱۵۶۵۰۹ | 2002 CJ168    | ۸ فوریه ۲۰۰۲    |
| ۱۵۶۵۱۰ | 2002 CF171    | ۸ فوریه ۲۰۰۲    |
| ۱۵۶۵۱۱ | 2002 CS183    | ۱۰ فوریه ۲۰۰۲   |
| ۱۵۶۵۱۲ | 2002 CX186    | ۱۰ فوریه ۲۰۰۲   |
| ۱۵۶۵۱۳ | 2002 CJ199    | ۱۰ فوریه ۲۰۰۲   |
| ۱۵۶۵۱۴ | 2002 CR203    | ۱۰ فوریه ۲۰۰۲   |
| ۱۵۶۵۱۵ | 2002 CB214    | ۱۰ فوریه ۲۰۰۲   |
| ۱۵۶۵۱۶ | 2002 CR215    | ۱۰ فوریه ۲۰۰۲   |
| ۱۵۶۵۱۷ | 2002 CQ216    | ۱۰ فوریه ۲۰۰۲   |
| ۱۵۶۵۱۸ | 2002 CV216    | ۱۰ فوریه ۲۰۰۲   |
| ۱۵۶۵۱۹ | 2002 CQ217    | ۱۰ فوریه ۲۰۰۲   |
| ۱۵۶۵۲۰ | 2002 CB221    | ۱۰ فوریه ۲۰۰۲   |
| ۱۵۶۵۲۱ | 2002 CQ228    | ۶ فوریه ۲۰۰۲    |
| ۱۵۶۵۲۲ | 2002 CO230    | ۱۲ فوریه ۲۰۰۲   |
| ۱۵۶۵۲۳ | 2002 CL249    | ۱۵ فوریه ۲۰۰۲   |
| ۱۵۶۵۲۴ | 2002 CS253    | ۴ فوریه ۲۰۰۲    |
| ۱۵۶۵۲۵ | 2002 CW253    | ۴ فوریه ۲۰۰۲    |
| ۱۵۶۵۲۶ | 2002 CT254    | ۶ فوریه ۲۰۰۲    |
| ۱۵۶۵۲۷ | 2002 CD256    | ۴ فوریه ۲۰۰۲    |
| ۱۵۶۵۲۸ | 2002 CS258    | ۶ فوریه ۲۰۰۲    |
| ۱۵۶۵۲۹ | 2002 CR259    | ۶ فوریه ۲۰۰۲    |
| ۱۵۶۵۳۰ | 2002 CT263    | ۷ فوریه ۲۰۰۲    |
| ۱۵۶۵۳۱ | 2002 CA268    | ۷ فوریه ۲۰۰۲    |
| ۱۵۶۵۳۲ | 2002 CA277    | ۷ فوریه ۲۰۰۲    |
| ۱۵۶۵۳۳ | 2002 CP279    | ۷ فوریه ۲۰۰۲    |
| ۱۵۶۵۳۴ | 2002 CK283    | ۸ فوریه ۲۰۰۲    |
| ۱۵۶۵۳۵ | 2002 CT294    | ۱۰ فوریه ۲۰۰۲   |
| ۱۵۶۵۳۶ | 2002 CV297    | ۱۱ فوریه ۲۰۰۲   |
| ۱۵۶۵۳۷ | 2002 CU300    | ۱۱ فوریه ۲۰۰۲   |
| ۱۵۶۵۳۸ | 2002 CG301    | ۱۱ فوریه ۲۰۰۲   |
| ۱۵۶۵۳۹ | 2002 CK309    | ۱۱ فوریه ۲۰۰۲   |
| ۱۵۶۵۴۰ | 2002 CK310    | ۶ فوریه ۲۰۰۲    |
| ۱۵۶۵۴۱ | 2002 CA311    | ۱۰ فوریه ۲۰۰۲   |
| ۱۵۶۵۴۲ | 2002 CM314    | ۱۳ فوریه ۲۰۰۲   |
| ۱۵۶۵۴۳ | 2002 DW1      | ۱۹ فوریه ۲۰۰۲   |
| ۱۵۶۵۴۴ | 2002 DZ8      | ۱۹ فوریه ۲۰۰۲   |
| ۱۵۶۵۴۵ | 2002 DF10     | ۲۰ فوریه ۲۰۰۲   |
| ۱۵۶۵۴۶ | 2002 DN14     | ۱۶ فوریه ۲۰۰۲   |
| ۱۵۶۵۴۷ | 2002 DX14     | ۱۶ فوریه ۲۰۰۲   |
| ۱۵۶۵۴۸ | 2002 EM1      | ۶ مارس ۲۰۰۲     |
| ۱۵۶۵۴۹ | 2002 EY3      | ۱۰ مارس ۲۰۰۲    |
| ۱۵۶۵۵۰ | 2002 ES12     | ۱۲ مارس ۲۰۰۲    |
| ۱۵۶۵۵۱ | 2002 EH29     | ۹ مارس ۲۰۰۲     |
| ۱۵۶۵۵۲ | 2002 EL29     | ۹ مارس ۲۰۰۲     |
| ۱۵۶۵۵۳ | 2002 EC31     | ۹ مارس ۲۰۰۲     |
| ۱۵۶۵۵۴ | 2002 ET39     | ۹ مارس ۲۰۰۲     |
| ۱۵۶۵۵۵ | 2002 EB47     | ۱۲ مارس ۲۰۰۲    |
| ۱۵۶۵۵۶ | 2002 EE47     | ۱۲ مارس ۲۰۰۲    |
| ۱۵۶۵۵۷ | 2002 EQ50     | ۱۲ مارس ۲۰۰۲    |
| ۱۵۶۵۵۸ | 2002 EV50     | ۱۲ مارس ۲۰۰۲    |
| ۱۵۶۵۵۹ | 2002 EX51     | ۹ مارس ۲۰۰۲     |
| ۱۵۶۵۶۰ | 2002 EE54     | ۱۳ مارس ۲۰۰۲    |
| ۱۵۶۵۶۱ | 2002 EK61     | ۱۳ مارس ۲۰۰۲    |
| ۱۵۶۵۶۲ | 2002 EB64     | ۱۳ مارس ۲۰۰۲    |
| ۱۵۶۵۶۳ | 2002 EL76     | ۱۱ مارس ۲۰۰۲    |
| ۱۵۶۵۶۴ | 2002 EC82     | ۱۳ مارس ۲۰۰۲    |
| ۱۵۶۵۶۵ | 2002 EF85     | ۹ مارس ۲۰۰۲     |
| ۱۵۶۵۶۶ | 2002 EU85     | ۹ مارس ۲۰۰۲     |
| ۱۵۶۵۶۷ | 2002 EL86     | ۹ مارس ۲۰۰۲     |
| ۱۵۶۵۶۸ | 2002 EN97     | ۱۲ مارس ۲۰۰۲    |
| ۱۵۶۵۶۹ | 2002 EP101    | ۶ مارس ۲۰۰۲     |
| ۱۵۶۵۷۰ | 2002 EF102    | ۶ مارس ۲۰۰۲     |
| ۱۵۶۵۷۱ | 2002 EX106    | ۹ مارس ۲۰۰۲     |
| ۱۵۶۵۷۲ | 2002 EC129    | ۱۳ مارس ۲۰۰۲    |
| ۱۵۶۵۷۳ | 2002 EP131    | ۱۳ مارس ۲۰۰۲    |
| ۱۵۶۵۷۴ | 2002 EK133    | ۱۳ مارس ۲۰۰۲    |
| ۱۵۶۵۷۵ | 2002 ER136    | ۱۲ مارس ۲۰۰۲    |
| ۱۵۶۵۷۶ | 2002 EF139    | ۱۲ مارس ۲۰۰۲    |
| ۱۵۶۵۷۷ | 2002 EH139    | ۱۲ مارس ۲۰۰۲    |
| ۱۵۶۵۷۸ | 2002 EZ149    | ۱۵ مارس ۲۰۰۲    |
| ۱۵۶۵۷۹ | 2002 ES150    | ۱۵ مارس ۲۰۰۲    |
| ۱۵۶۵۸۰ | 2002 EF157    | ۳ مارس ۲۰۰۲     |
| ۱۵۶۵۸۰ | 2002 FO       | ۱۶ مارس ۲۰۰۲    |
| ۱۵۶۵۸۲ | 2002 FK20     | ۱۸ مارس ۲۰۰۲    |
| ۱۵۶۵۸۳ | 2002 FF21     | ۱۹ مارس ۲۰۰۲    |
| ۱۵۶۵۸۴ | 2002 FH30     | ۲۰ مارس ۲۰۰۲    |
| ۱۵۶۵۸۵ | 2002 GN37     | ۳ آوریل ۲۰۰۲    |
| ۱۵۶۵۸۶ | 2002 GV41     | ۴ آوریل ۲۰۰۲    |
| ۱۵۶۵۸۷ | 2002 GB42     | ۴ آوریل ۲۰۰۲    |
| ۱۵۶۵۸۸ | 2002 GH45     | ۴ آوریل ۲۰۰۲    |
| ۱۵۶۵۸۹ | 2002 GT51     | ۵ آوریل ۲۰۰۲    |
| ۱۵۶۵۹۰ | 2002 GD52     | ۵ آوریل ۲۰۰۲    |
| ۱۵۶۵۹۱ | 2002 GP54     | ۵ آوریل ۲۰۰۲    |
| ۱۵۶۵۹۲ | 2002 GF59     | ۸ آوریل ۲۰۰۲    |
| ۱۵۶۵۹۳ | 2002 GS63     | ۸ آوریل ۲۰۰۲    |
| ۱۵۶۵۹۴ | 2002 GT66     | ۸ آوریل ۲۰۰۲    |
| ۱۵۶۵۹۵ | 2002 GU68     | ۸ آوریل ۲۰۰۲    |
| ۱۵۶۵۹۶ | 2002 GQ70     | ۸ آوریل ۲۰۰۲    |
| ۱۵۶۵۹۷ | 2002 GJ72     | ۹ آوریل ۲۰۰۲    |
| ۱۵۶۵۹۸ | 2002 GA76     | ۹ آوریل ۲۰۰۲    |
| ۱۵۶۵۹۹ | 2002 GY76     | ۹ آوریل ۲۰۰۲    |
| ۱۵۶۶۰۰ | 2002 GK78     | ۹ آوریل ۲۰۰۲    |
| ۱۵۶۶۰۱ | 2002 GT78     | ۹ آوریل ۲۰۰۲    |
| ۱۵۶۶۰۲ | 2002 GN82     | ۱۰ آوریل ۲۰۰۲   |
| ۱۵۶۶۰۳ | 2002 GR82     | ۱۰ آوریل ۲۰۰۲   |
| ۱۵۶۶۰۴ | 2002 GG83     | ۱۰ آوریل ۲۰۰۲   |
| ۱۵۶۶۰۵ | 2002 GE84     | ۱۰ آوریل ۲۰۰۲   |
| ۱۵۶۶۰۶ | 2002 GV85     | ۱۰ آوریل ۲۰۰۲   |
| ۱۵۶۶۰۷ | 2002 GE91     | ۸ آوریل ۲۰۰۲    |
| ۱۵۶۶۰۸ | 2002 GF104    | ۱۰ آوریل ۲۰۰۲   |
| ۱۵۶۶۰۹ | 2002 GH109    | ۱۱ آوریل ۲۰۰۲   |
| ۱۵۶۶۱۰ | 2002 GK114    | ۱۱ آوریل ۲۰۰۲   |
| ۱۵۶۶۱۱ | 2002 GS119    | ۱۲ آوریل ۲۰۰۲   |
| ۱۵۶۶۱۲ | 2002 GH120    | ۱۲ آوریل ۲۰۰۲   |
| ۱۵۶۶۱۳ | 2002 GA128    | ۱۲ آوریل ۲۰۰۲   |
| ۱۵۶۶۱۴ | 2002 GH130    | ۱۲ آوریل ۲۰۰۲   |
| ۱۵۶۶۱۵ | 2002 GL130    | ۱۲ آوریل ۲۰۰۲   |
| ۱۵۶۶۱۶ | 2002 GS133    | ۱۲ آوریل ۲۰۰۲   |
| ۱۵۶۶۱۷ | 2002 GM138    | ۱۲ آوریل ۲۰۰۲   |
| ۱۵۶۶۱۸ | 2002 GD141    | ۱۳ آوریل ۲۰۰۲   |
| ۱۵۶۶۱۹ | 2002 GL144    | ۱۱ آوریل ۲۰۰۲   |
| ۱۵۶۶۲۰ | 2002 GW145    | ۱۲ آوریل ۲۰۰۲   |
| ۱۵۶۶۲۱ | 2002 GV146    | ۱۳ آوریل ۲۰۰۲   |
| ۱۵۶۶۲۲ | 2002 GY150    | ۱۴ آوریل ۲۰۰۲   |
| ۱۵۶۶۲۳ | 2002 GT152    | ۱۲ آوریل ۲۰۰۲   |
| ۱۵۶۶۲۴ | 2002 GT156    | ۱۳ آوریل ۲۰۰۲   |
| ۱۵۶۶۲۵ | 2002 GU163    | ۱۴ آوریل ۲۰۰۲   |
| ۱۵۶۶۲۶ | 2002 GV167    | ۹ آوریل ۲۰۰۲    |
| ۱۵۶۶۲۷ | 2002 GG174    | ۱۱ آوریل ۲۰۰۲   |
| ۱۵۶۶۲۸ | 2002 GD180    | ۸ آوریل ۲۰۰۲    |
| ۱۵۶۶۲۸ | 2002 HC       | ۱۶ آوریل ۲۰۰۲   |
| ۱۵۶۶۳۰ | 2002 HM9      | ۱۶ آوریل ۲۰۰۲   |
| ۱۵۶۶۳۱ | 2002 JM8      | ۶ مه ۲۰۰۲       |
| ۱۵۶۶۳۲ | 2002 JK11     | ۲ مه ۲۰۰۲       |
| ۱۵۶۶۳۳ | 2002 JP11     | ۶ مه ۲۰۰۲       |
| ۱۵۶۶۳۴ | 2002 JW13     | ۸ مه ۲۰۰۲       |
| ۱۵۶۶۳۵ | 2002 JJ20     | ۶ مه ۲۰۰۲       |
| ۱۵۶۶۳۶ | 2002 JX21     | ۹ مه ۲۰۰۲       |
| ۱۵۶۶۳۷ | 2002 JR22     | ۸ مه ۲۰۰۲       |
| ۱۵۶۶۳۸ | 2002 JQ25     | ۸ مه ۲۰۰۲       |
| ۱۵۶۶۳۹ | 2002 JV25     | ۸ مه ۲۰۰۲       |
| ۱۵۶۶۴۰ | 2002 JU28     | ۹ مه ۲۰۰۲       |
| ۱۵۶۶۴۱ | 2002 JN29     | ۹ مه ۲۰۰۲       |
| ۱۵۶۶۴۲ | 2002 JH31     | ۹ مه ۲۰۰۲       |
| ۱۵۶۶۴۳ | 2002 JK32     | ۹ مه ۲۰۰۲       |
| ۱۵۶۶۴۴ | 2002 JJ33     | ۹ مه ۲۰۰۲       |
| ۱۵۶۶۴۵ | 2002 JS33     | ۹ مه ۲۰۰۲       |
| ۱۵۶۶۴۶ | 2002 JH35     | ۹ مه ۲۰۰۲       |
| ۱۵۶۶۴۷ | 2002 JJ47     | ۹ مه ۲۰۰۲       |
| ۱۵۶۶۴۸ | 2002 JC53     | ۹ مه ۲۰۰۲       |
| ۱۵۶۶۴۹ | 2002 JM54     | ۹ مه ۲۰۰۲       |
| ۱۵۶۶۵۰ | 2002 JQ54     | ۹ مه ۲۰۰۲       |
| ۱۵۶۶۵۱ | 2002 JZ54     | ۹ مه ۲۰۰۲       |
| ۱۵۶۶۵۲ | 2002 JO55     | ۹ مه ۲۰۰۲       |
| ۱۵۶۶۵۳ | 2002 JB56     | ۹ مه ۲۰۰۲       |
| ۱۵۶۶۵۴ | 2002 JE59     | ۹ مه ۲۰۰۲       |
| ۱۵۶۶۵۵ | 2002 JS65     | ۹ مه ۲۰۰۲       |
| ۱۵۶۶۵۶ | 2002 JL69     | ۷ مه ۲۰۰۲       |
| ۱۵۶۶۵۷ | 2002 JD70     | ۷ مه ۲۰۰۲       |
| ۱۵۶۶۵۸ | 2002 JM71     | ۸ مه ۲۰۰۲       |
| ۱۵۶۶۵۹ | 2002 JO76     | ۱۱ مه ۲۰۰۲      |
| ۱۵۶۶۶۰ | 2002 JH79     | ۱۱ مه ۲۰۰۲      |
| ۱۵۶۶۶۱ | 2002 JK80     | ۱۱ مه ۲۰۰۲      |
| ۱۵۶۶۶۲ | 2002 JB92     | ۱۱ مه ۲۰۰۲      |
| ۱۵۶۶۶۳ | 2002 JQ94     | ۱۱ مه ۲۰۰۲      |
| ۱۵۶۶۶۴ | 2002 JQ98     | ۱۳ مه ۲۰۰۲      |
| ۱۵۶۶۶۵ | 2002 JM101    | ۹ مه ۲۰۰۲       |
| ۱۵۶۶۶۶ | 2002 JB102    | ۹ مه ۲۰۰۲       |
| ۱۵۶۶۶۷ | 2002 JV102    | ۹ مه ۲۰۰۲       |
| ۱۵۶۶۶۸ | 2002 JT103    | ۱۰ مه ۲۰۰۲      |
| ۱۵۶۶۶۹ | 2002 JY108    | ۶ مه ۲۰۰۲       |
| ۱۵۶۶۷۰ | 2002 JK111    | ۱۱ مه ۲۰۰۲      |
| ۱۵۶۶۷۱ | 2002 JY114    | ۱۳ مه ۲۰۰۲      |
| ۱۵۶۶۷۲ | 2002 JF115    | ۱۴ مه ۲۰۰۲      |
| ۱۵۶۶۷۳ | 2002 JO115    | ۱۵ مه ۲۰۰۲      |
| ۱۵۶۶۷۴ | 2002 JG116    | ۱۵ مه ۲۰۰۲      |
| ۱۵۶۶۷۵ | 2002 JL121    | ۵ مه ۲۰۰۲       |
| ۱۵۶۶۷۶ | 2002 JL123    | ۶ مه ۲۰۰۲       |
| ۱۵۶۶۷۷ | 2002 JP127    | ۷ مه ۲۰۰۲       |
| ۱۵۶۶۷۸ | 2002 JO128    | ۷ مه ۲۰۰۲       |
| ۱۵۶۶۷۹ | 2002 JF130    | ۸ مه ۲۰۰۲       |
| ۱۵۶۶۸۰ | 2002 JO140    | ۱۰ مه ۲۰۰۲      |
| ۱۵۶۶۸۱ | 2002 JR141    | ۱۱ مه ۲۰۰۲      |
| ۱۵۶۶۸۲ | 2002 JT141    | ۱۱ مه ۲۰۰۲      |
| ۱۵۶۶۸۳ | 2002 JH142    | ۱۱ مه ۲۰۰۲      |
| ۱۵۶۶۸۴ | 2002 JG144    | ۱۳ مه ۲۰۰۲      |
| ۱۵۶۶۸۵ | 2002 KD1      | ۱۷ مه ۲۰۰۲      |
| ۱۵۶۶۸۶ | 2002 KW3      | ۱۸ مه ۲۰۰۲      |
| ۱۵۶۶۸۷ | 2002 KX10     | ۱۶ مه ۲۰۰۲      |
| ۱۵۶۶۸۸ | 2002 KD13     | ۱۸ مه ۲۰۰۲      |
| ۱۵۶۶۸۸ | 2002 LQ       | ۲ ژوئن ۲۰۰۲     |
| ۱۵۶۶۹۰ | 2002 LK2      | ۲ ژوئن ۲۰۰۲     |
| ۱۵۶۶۹۱ | 2002 LR5      | ۲ ژوئن ۲۰۰۲     |
| ۱۵۶۶۹۲ | 2002 LV8      | ۵ ژوئن ۲۰۰۲     |
| ۱۵۶۶۹۳ | 2002 LN11     | ۵ ژوئن ۲۰۰۲     |
| ۱۵۶۶۹۴ | 2002 LF15     | ۶ ژوئن ۲۰۰۲     |
| ۱۵۶۶۹۵ | 2002 LW15     | ۶ ژوئن ۲۰۰۲     |
| ۱۵۶۶۹۶ | 2002 LD16     | ۶ ژوئن ۲۰۰۲     |
| ۱۵۶۶۹۷ | 2002 LU19     | ۶ ژوئن ۲۰۰۲     |
| ۱۵۶۶۹۸ | 2002 LR21     | ۷ ژوئن ۲۰۰۲     |
| ۱۵۶۶۹۹ | 2002 LY34     | ۹ ژوئن ۲۰۰۲     |
| ۱۵۶۷۰۰ | 2002 LQ39     | ۱۰ ژوئن ۲۰۰۲    |
| ۱۵۶۷۰۱ | 2002 LH45     | ۵ ژوئن ۲۰۰۲     |
| ۱۵۶۷۰۲ | 2002 LZ46     | ۱۵ ژوئن ۲۰۰۲    |
| ۱۵۶۷۰۳ | 2002 LF47     | ۱۴ ژوئن ۲۰۰۲    |
| ۱۵۶۷۰۴ | 2002 LQ49     | ۸ ژوئن ۲۰۰۲     |
| ۱۵۶۷۰۵ | 2002 LN52     | ۹ ژوئن ۲۰۰۲     |
| ۱۵۶۷۰۶ | 2002 LE56     | ۱۵ ژوئن ۲۰۰۲    |
| ۱۵۶۷۰۷ | 2002 LW59     | ۹ ژوئن ۲۰۰۲     |
| ۱۵۶۷۰۸ | 2002 LD61     | ۱۱ ژوئن ۲۰۰۲    |
| ۱۵۶۷۰۹ | 2002 NZ3      | ۱ ژوئیه ۲۰۰۲    |
| ۱۵۶۷۱۰ | 2002 NA41     | ۹ ژوئیه ۲۰۰۲    |
| ۱۵۶۷۱۱ | 2002 NB46     | ۱۳ ژوئیه ۲۰۰۲   |
| ۱۵۶۷۱۲ | 2002 NR47     | ۱۴ ژوئیه ۲۰۰۲   |
| ۱۵۶۷۱۳ | 2002 OW11     | ۱۸ ژوئیه ۲۰۰۲   |
| ۱۵۶۷۱۴ | 2002 PF1      | ۱ اوت ۲۰۰۲      |
| ۱۵۶۷۱۵ | 2002 PP137    | ۱۵ اوت ۲۰۰۲     |
| ۱۵۶۷۱۶ | 2002 RK27     | ۴ سپتامبر ۲۰۰۲  |
| ۱۵۶۷۱۷ | 2002 RT42     | ۵ سپتامبر ۲۰۰۲  |
| ۱۵۶۷۱۸ | 2002 TZ6      | ۱ اکتبر ۲۰۰۲    |
| ۱۵۶۷۱۹ | 2002 TR49     | ۲ اکتبر ۲۰۰۲    |
| ۱۵۶۷۲۰ | 2002 TY66     | ۷ اکتبر ۲۰۰۲    |
| ۱۵۶۷۲۱ | 2002 TG93     | ۳ اکتبر ۲۰۰۲    |
| ۱۵۶۷۲۲ | 2002 TR203    | ۴ اکتبر ۲۰۰۲    |
| ۱۵۶۷۲۳ | 2002 TQ238    | ۷ اکتبر ۲۰۰۲    |
| ۱۵۶۷۲۴ | 2002 TB257    | ۹ اکتبر ۲۰۰۲    |
| ۱۵۶۷۲۵ | 2002 TH294    | ۱۱ اکتبر ۲۰۰۲   |
| ۱۵۶۷۲۶ | 2002 UW35     | ۳۱ اکتبر ۲۰۰۲   |
| ۱۵۶۷۲۷ | 2002 VR11     | ۱ نوامبر ۲۰۰۲   |
| ۱۵۶۷۲۸ | 2002 VC47     | ۵ نوامبر ۲۰۰۲   |
| ۱۵۶۷۲۹ | 2002 VN118    | ۱۱ نوامبر ۲۰۰۲  |
| ۱۵۶۷۳۰ | 2002 VM140    | ۱۳ نوامبر ۲۰۰۲  |
| ۱۵۶۷۳۱ | 2002 XF9      | ۲ دسامبر ۲۰۰۲   |
| ۱۵۶۷۳۲ | 2002 XU19     | ۲ دسامبر ۲۰۰۲   |
| ۱۵۶۷۳۳ | 2002 XO29     | ۵ دسامبر ۲۰۰۲   |
| ۱۵۶۷۳۴ | 2002 XN32     | ۶ دسامبر ۲۰۰۲   |
| ۱۵۶۷۳۵ | 2002 XE40     | ۷ دسامبر ۲۰۰۲   |
| ۱۵۶۷۳۶ | 2002 XW45     | ۱۰ دسامبر ۲۰۰۲  |
| ۱۵۶۷۳۷ | 2002 XD54     | ۱۰ دسامبر ۲۰۰۲  |
| ۱۵۶۷۳۸ | 2002 XS57     | ۱۰ دسامبر ۲۰۰۲  |
| ۱۵۶۷۳۹ | 2002 XA59     | ۱۱ دسامبر ۲۰۰۲  |
| ۱۵۶۷۴۰ | 2002 XG64     | ۱۱ دسامبر ۲۰۰۲  |
| ۱۵۶۷۴۱ | 2002 XQ64     | ۱۱ دسامبر ۲۰۰۲  |
| ۱۵۶۷۴۲ | 2002 XJ71     | ۱۰ دسامبر ۲۰۰۲  |
| ۱۵۶۷۴۳ | 2002 XM75     | ۱۱ دسامبر ۲۰۰۲  |
| ۱۵۶۷۴۴ | 2002 XP80     | ۱۱ دسامبر ۲۰۰۲  |
| ۱۵۶۷۴۵ | 2002 XH81     | ۱۱ دسامبر ۲۰۰۲  |
| ۱۵۶۷۴۶ | 2002 XM81     | ۱۱ دسامبر ۲۰۰۲  |
| ۱۵۶۷۴۷ | 2002 XH84     | ۱۴ دسامبر ۲۰۰۲  |
| ۱۵۶۷۴۸ | 2002 XQ86     | ۱۱ دسامبر ۲۰۰۲  |
| ۱۵۶۷۴۹ | 2002 XS86     | ۱۱ دسامبر ۲۰۰۲  |
| ۱۵۶۷۵۰ | 2002 XW90     | ۱۵ دسامبر ۲۰۰۲  |
| ۱۵۶۷۵۱ | 2002 XL92     | ۴ دسامبر ۲۰۰۲   |
| ۱۵۶۷۵۲ | 2002 XL96     | ۵ دسامبر ۲۰۰۲   |
| ۱۵۶۷۵۲ | 2002 YW       | ۲۷ دسامبر ۲۰۰۲  |
| ۱۵۶۷۵۴ | 2002 YR1      | ۲۷ دسامبر ۲۰۰۲  |
| ۱۵۶۷۵۵ | 2002 YH7      | ۲۸ دسامبر ۲۰۰۲  |
| ۱۵۶۷۵۶ | 2002 YL7      | ۳۱ دسامبر ۲۰۰۲  |
| ۱۵۶۷۵۷ | 2002 YA8      | ۲۸ دسامبر ۲۰۰۲  |
| ۱۵۶۷۵۸ | 2002 YS21     | ۳۱ دسامبر ۲۰۰۲  |
| ۱۵۶۷۵۹ | 2002 YU28     | ۳۱ دسامبر ۲۰۰۲  |
| ۱۵۶۷۶۰ | 2002 YV28     | ۳۱ دسامبر ۲۰۰۲  |
| ۱۵۶۷۶۱ | 2002 YA31     | ۳۱ دسامبر ۲۰۰۲  |
| ۱۵۶۷۶۲ | 2002 YR34     | ۳۱ دسامبر ۲۰۰۲  |
| ۱۵۶۷۶۳ | 2003 AF6      | ۱ ژانویه ۲۰۰۳   |
| ۱۵۶۷۶۴ | 2003 AN13     | ۱ ژانویه ۲۰۰۳   |
| ۱۵۶۷۶۵ | 2003 AZ28     | ۴ ژانویه ۲۰۰۳   |
| ۱۵۶۷۶۶ | 2003 AE31     | ۴ ژانویه ۲۰۰۳   |
| ۱۵۶۷۶۷ | 2003 AH32     | ۵ ژانویه ۲۰۰۳   |
| ۱۵۶۷۶۸ | 2003 AW34     | ۷ ژانویه ۲۰۰۳   |
| ۱۵۶۷۶۹ | 2003 AJ39     | ۷ ژانویه ۲۰۰۳   |
| ۱۵۶۷۷۰ | 2003 AN43     | ۵ ژانویه ۲۰۰۳   |
| ۱۵۶۷۷۱ | 2003 AP47     | ۵ ژانویه ۲۰۰۳   |
| ۱۵۶۷۷۲ | 2003 AX54     | ۵ ژانویه ۲۰۰۳   |
| ۱۵۶۷۷۳ | 2003 AY54     | ۵ ژانویه ۲۰۰۳   |
| ۱۵۶۷۷۴ | 2003 AL59     | ۵ ژانویه ۲۰۰۳   |
| ۱۵۶۷۷۵ | 2003 AU60     | ۷ ژانویه ۲۰۰۳   |
| ۱۵۶۷۷۶ | 2003 AO65     | ۷ ژانویه ۲۰۰۳   |
| ۱۵۶۷۷۷ | 2003 AM69     | ۷ ژانویه ۲۰۰۳   |
| ۱۵۶۷۷۸ | 2003 AB73     | ۱۰ ژانویه ۲۰۰۳  |
| ۱۵۶۷۷۹ | 2003 AA76     | ۱۰ ژانویه ۲۰۰۳  |
| ۱۵۶۷۸۰ | 2003 AV78     | ۱۰ ژانویه ۲۰۰۳  |
| ۱۵۶۷۸۱ | 2003 AE84     | ۱۵ ژانویه ۲۰۰۳  |
| ۱۵۶۷۸۲ | 2003 AR87     | ۱ ژانویه ۲۰۰۳   |
| ۱۵۶۷۸۳ | 2003 AB90     | ۴ ژانویه ۲۰۰۳   |
| ۱۵۶۷۸۴ | 2003 AJ94     | ۱۰ ژانویه ۲۰۰۳  |
| ۱۵۶۷۸۵ | 2003 BH3      | ۲۴ ژانویه ۲۰۰۳  |
| ۱۵۶۷۸۶ | 2003 BW7      | ۲۶ ژانویه ۲۰۰۳  |
| ۱۵۶۷۸۷ | 2003 BY8      | ۲۶ ژانویه ۲۰۰۳  |
| ۱۵۶۷۸۸ | 2003 BG11     | ۲۶ ژانویه ۲۰۰۳  |
| ۱۵۶۷۸۹ | 2003 BC12     | ۲۶ ژانویه ۲۰۰۳  |
| ۱۵۶۷۹۰ | 2003 BY12     | ۲۶ ژانویه ۲۰۰۳  |
| ۱۵۶۷۹۱ | 2003 BP14     | ۲۶ ژانویه ۲۰۰۳  |
| ۱۵۶۷۹۲ | 2003 BV14     | ۲۶ ژانویه ۲۰۰۳  |
| ۱۵۶۷۹۳ | 2003 BY14     | ۲۶ ژانویه ۲۰۰۳  |
| ۱۵۶۷۹۴ | 2003 BV15     | ۲۶ ژانویه ۲۰۰۳  |
| ۱۵۶۷۹۵ | 2003 BX15     | ۲۶ ژانویه ۲۰۰۳  |
| ۱۵۶۷۹۶ | 2003 BZ15     | ۲۶ ژانویه ۲۰۰۳  |
| ۱۵۶۷۹۷ | 2003 BA16     | ۲۶ ژانویه ۲۰۰۳  |
| ۱۵۶۷۹۸ | 2003 BC16     | ۲۶ ژانویه ۲۰۰۳  |
| ۱۵۶۷۹۹ | 2003 BD18     | ۲۷ ژانویه ۲۰۰۳  |
| ۱۵۶۸۰۰ | 2003 BR18     | ۲۷ ژانویه ۲۰۰۳  |
| ۱۵۶۸۰۱ | 2003 BW20     | ۲۷ ژانویه ۲۰۰۳  |
| ۱۵۶۸۰۲ | 2003 BL25     | ۲۵ ژانویه ۲۰۰۳  |
| ۱۵۶۸۰۳ | 2003 BY26     | ۲۶ ژانویه ۲۰۰۳  |
| ۱۵۶۸۰۴ | 2003 BB36     | ۲۶ ژانویه ۲۰۰۳  |
| ۱۵۶۸۰۵ | 2003 BJ40     | ۲۷ ژانویه ۲۰۰۳  |
| ۱۵۶۸۰۶ | 2003 BR43     | ۲۷ ژانویه ۲۰۰۳  |
| ۱۵۶۸۰۷ | 2003 BG44     | ۲۷ ژانویه ۲۰۰۳  |
| ۱۵۶۸۰۸ | 2003 BK44     | ۲۷ ژانویه ۲۰۰۳  |
| ۱۵۶۸۰۹ | 2003 BG46     | ۲۷ ژانویه ۲۰۰۳  |
| ۱۵۶۸۱۰ | 2003 BP49     | ۲۷ ژانویه ۲۰۰۳  |
| ۱۵۶۸۱۱ | 2003 BS50     | ۲۷ ژانویه ۲۰۰۳  |
| ۱۵۶۸۱۲ | 2003 BM51     | ۲۷ ژانویه ۲۰۰۳  |
| ۱۵۶۸۱۳ | 2003 BY51     | ۲۷ ژانویه ۲۰۰۳  |
| ۱۵۶۸۱۴ | 2003 BC52     | ۲۷ ژانویه ۲۰۰۳  |
| ۱۵۶۸۱۵ | 2003 BJ52     | ۲۷ ژانویه ۲۰۰۳  |
| ۱۵۶۸۱۶ | 2003 BQ52     | ۲۷ ژانویه ۲۰۰۳  |
| ۱۵۶۸۱۷ | 2003 BV54     | ۲۷ ژانویه ۲۰۰۳  |
| ۱۵۶۸۱۸ | 2003 BZ54     | ۲۷ ژانویه ۲۰۰۳  |
| ۱۵۶۸۱۹ | 2003 BR56     | ۳۰ ژانویه ۲۰۰۳  |
| ۱۵۶۸۲۰ | 2003 BK57     | ۲۷ ژانویه ۲۰۰۳  |
| ۱۵۶۸۲۱ | 2003 BM57     | ۲۷ ژانویه ۲۰۰۳  |
| ۱۵۶۸۲۲ | 2003 BT60     | ۲۷ ژانویه ۲۰۰۳  |
| ۱۵۶۸۲۳ | 2003 BV60     | ۲۷ ژانویه ۲۰۰۳  |
| ۱۵۶۸۲۴ | 2003 BX61     | ۲۸ ژانویه ۲۰۰۳  |
| ۱۵۶۸۲۵ | 2003 BB65     | ۳۰ ژانویه ۲۰۰۳  |
| ۱۵۶۸۲۶ | 2003 BE65     | ۳۰ ژانویه ۲۰۰۳  |
| ۱۵۶۸۲۷ | 2003 BH66     | ۳۰ ژانویه ۲۰۰۳  |
| ۱۵۶۸۲۸ | 2003 BQ71     | ۲۸ ژانویه ۲۰۰۳  |
| ۱۵۶۸۲۹ | 2003 BO72     | ۲۸ ژانویه ۲۰۰۳  |
| ۱۵۶۸۳۰ | 2003 BA80     | ۳۱ ژانویه ۲۰۰۳  |
| ۱۵۶۸۳۱ | 2003 BX80     | ۳۰ ژانویه ۲۰۰۳  |
| ۱۵۶۸۳۲ | 2003 BS84     | ۳۰ ژانویه ۲۰۰۳  |
| ۱۵۶۸۳۳ | 2003 BT86     | ۲۶ ژانویه ۲۰۰۳  |
| ۱۵۶۸۳۴ | 2003 BC88     | ۲۷ ژانویه ۲۰۰۳  |
| ۱۵۶۸۳۵ | 2003 BF92     | ۲۷ ژانویه ۲۰۰۳  |
| ۱۵۶۸۳۵ | 2003 CS       | ۱ فوریه ۲۰۰۳    |
| ۱۵۶۸۳۷ | 2003 CV1      | ۱ فوریه ۲۰۰۳    |
| ۱۵۶۸۳۸ | 2003 CW1      | ۱ فوریه ۲۰۰۳    |
| ۱۵۶۸۳۹ | 2003 CD3      | ۲ فوریه ۲۰۰۳    |
| ۱۵۶۸۴۰ | 2003 CC5      | ۱ فوریه ۲۰۰۳    |
| ۱۵۶۸۴۱ | 2003 CZ6      | ۱ فوریه ۲۰۰۳    |
| ۱۵۶۸۴۲ | 2003 CA7      | ۱ فوریه ۲۰۰۳    |
| ۱۵۶۸۴۳ | 2003 CN7      | ۱ فوریه ۲۰۰۳    |
| ۱۵۶۸۴۴ | 2003 CS7      | ۱ فوریه ۲۰۰۳    |
| ۱۵۶۸۴۵ | 2003 CR8      | ۱ فوریه ۲۰۰۳    |
| ۱۵۶۸۴۶ | 2003 CU11     | ۱ فوریه ۲۰۰۳    |
| ۱۵۶۸۴۷ | 2003 CA13     | ۲ فوریه ۲۰۰۳    |
| ۱۵۶۸۴۸ | 2003 CJ13     | ۴ فوریه ۲۰۰۳    |
| ۱۵۶۸۴۹ | 2003 CB14     | ۶ فوریه ۲۰۰۳    |
| ۱۵۶۸۵۰ | 2003 CM15     | ۴ فوریه ۲۰۰۳    |
| ۱۵۶۸۵۱ | 2003 CY15     | ۴ فوریه ۲۰۰۳    |
| ۱۵۶۸۵۲ | 2003 CQ16     | ۸ فوریه ۲۰۰۳    |
| ۱۵۶۸۵۳ | 2003 CD17     | ۷ فوریه ۲۰۰۳    |
| ۱۵۶۸۵۴ | 2003 CF18     | ۸ فوریه ۲۰۰۳    |
| ۱۵۶۸۵۵ | 2003 CN19     | ۱۰ فوریه ۲۰۰۳   |
| ۱۵۶۸۵۶ | 2003 CZ19     | ۹ فوریه ۲۰۰۳    |
| ۱۵۶۸۵۷ | 2003 CR21     | ۱ فوریه ۲۰۰۳    |
| ۱۵۶۸۵۸ | 2003 DN3      | ۲۲ فوریه ۲۰۰۳   |
| ۱۵۶۸۵۹ | 2003 DS5      | ۱۹ فوریه ۲۰۰۳   |
| ۱۵۶۸۶۰ | 2003 DG8      | ۲۲ فوریه ۲۰۰۳   |
| ۱۵۶۸۶۱ | 2003 DO8      | ۲۲ فوریه ۲۰۰۳   |
| ۱۵۶۸۶۲ | 2003 DF9      | ۲۴ فوریه ۲۰۰۳   |
| ۱۵۶۸۶۳ | 2003 DN11     | ۲۵ فوریه ۲۰۰۳   |
| ۱۵۶۸۶۴ | 2003 DX12     | ۲۶ فوریه ۲۰۰۳   |
| ۱۵۶۸۶۵ | 2003 DQ13     | ۲۳ فوریه ۲۰۰۳   |
| ۱۵۶۸۶۶ | 2003 DB15     | ۲۶ فوریه ۲۰۰۳   |
| ۱۵۶۸۶۷ | 2003 DD16     | ۲۷ فوریه ۲۰۰۳   |
| ۱۵۶۸۶۸ | 2003 DK16     | ۱۹ فوریه ۲۰۰۳   |
| ۱۵۶۸۶۹ | 2003 DS17     | ۲۳ فوریه ۲۰۰۳   |
| ۱۵۶۸۷۰ | 2003 DU18     | ۲۱ فوریه ۲۰۰۳   |
| ۱۵۶۸۷۱ | 2003 DF19     | ۲۱ فوریه ۲۰۰۳   |
| ۱۵۶۸۷۲ | 2003 DS19     | ۲۲ فوریه ۲۰۰۳   |
| ۱۵۶۸۷۳ | 2003 DF20     | ۲۲ فوریه ۲۰۰۳   |
| ۱۵۶۸۷۴ | 2003 DG20     | ۲۲ فوریه ۲۰۰۳   |
| ۱۵۶۸۷۵ | 2003 DT20     | ۲۲ فوریه ۲۰۰۳   |
| ۱۵۶۸۷۶ | 2003 DW20     | ۲۲ فوریه ۲۰۰۳   |
| ۱۵۶۸۷۷ | 2003 DZ21     | ۲۸ فوریه ۲۰۰۳   |
| ۱۵۶۸۷۸ | 2003 EF1      | ۵ مارس ۲۰۰۳     |
| ۱۵۶۸۷۹ | Elois         | ۴ مارس ۲۰۰۳     |
| ۱۵۶۸۸۰ | Bernardtregon | ۴ مارس ۲۰۰۳     |
| ۱۵۶۸۸۱ | 2003 EK2      | ۵ مارس ۲۰۰۳     |
| ۱۵۶۸۸۲ | 2003 EH3      | ۶ مارس ۲۰۰۳     |
| ۱۵۶۸۸۳ | 2003 EG4      | ۶ مارس ۲۰۰۳     |
| ۱۵۶۸۸۴ | 2003 EE9      | ۶ مارس ۲۰۰۳     |
| ۱۵۶۸۸۵ | 2003 EL9      | ۶ مارس ۲۰۰۳     |
| ۱۵۶۸۸۶ | 2003 EW11     | ۶ مارس ۲۰۰۳     |
| ۱۵۶۸۸۷ | 2003 EO13     | ۶ مارس ۲۰۰۳     |
| ۱۵۶۸۸۸ | 2003 EN15     | ۷ مارس ۲۰۰۳     |
| ۱۵۶۸۸۹ | 2003 EH20     | ۶ مارس ۲۰۰۳     |
| ۱۵۶۸۹۰ | 2003 ES21     | ۶ مارس ۲۰۰۳     |
| ۱۵۶۸۹۱ | 2003 EY21     | ۶ مارس ۲۰۰۳     |
| ۱۵۶۸۹۲ | 2003 EK22     | ۶ مارس ۲۰۰۳     |
| ۱۵۶۸۹۳ | 2003 EL22     | ۶ مارس ۲۰۰۳     |
| ۱۵۶۸۹۴ | 2003 ED24     | ۶ مارس ۲۰۰۳     |
| ۱۵۶۸۹۵ | 2003 EX24     | ۶ مارس ۲۰۰۳     |
| ۱۵۶۸۹۶ | 2003 EN26     | ۶ مارس ۲۰۰۳     |
| ۱۵۶۸۹۷ | 2003 EY26     | ۶ مارس ۲۰۰۳     |
| ۱۵۶۸۹۸ | 2003 EX29     | ۶ مارس ۲۰۰۳     |
| ۱۵۶۸۹۹ | 2003 EK30     | ۶ مارس ۲۰۰۳     |
| ۱۵۶۹۰۰ | 2003 EN30     | ۶ مارس ۲۰۰۳     |
| ۱۵۶۹۰۱ | 2003 EK31     | ۷ مارس ۲۰۰۳     |
| ۱۵۶۹۰۲ | 2003 EQ31     | ۷ مارس ۲۰۰۳     |
| ۱۵۶۹۰۳ | 2003 EC32     | ۷ مارس ۲۰۰۳     |
| ۱۵۶۹۰۴ | 2003 EO32     | ۷ مارس ۲۰۰۳     |
| ۱۵۶۹۰۵ | 2003 EA33     | ۷ مارس ۲۰۰۳     |
| ۱۵۶۹۰۶ | 2003 ES38     | ۸ مارس ۲۰۰۳     |
| ۱۵۶۹۰۷ | 2003 EO39     | ۸ مارس ۲۰۰۳     |
| ۱۵۶۹۰۸ | 2003 EG41     | ۹ مارس ۲۰۰۳     |
| ۱۵۶۹۰۹ | 2003 EP52     | ۸ مارس ۲۰۰۳     |
| ۱۵۶۹۱۰ | 2003 FB6      | ۲۶ مارس ۲۰۰۳    |
| ۱۵۶۹۱۱ | 2003 FD11     | ۲۳ مارس ۲۰۰۳    |
| ۱۵۶۹۱۲ | 2003 FS25     | ۲۴ مارس ۲۰۰۳    |
| ۱۵۶۹۱۳ | 2003 FN28     | ۲۴ مارس ۲۰۰۳    |
| ۱۵۶۹۱۴ | 2003 FB31     | ۲۳ مارس ۲۰۰۳    |
| ۱۵۶۹۱۵ | 2003 FK36     | ۲۳ مارس ۲۰۰۳    |
| ۱۵۶۹۱۶ | 2003 FJ40     | ۲۴ مارس ۲۰۰۳    |
| ۱۵۶۹۱۷ | 2003 FE44     | ۲۳ مارس ۲۰۰۳    |
| ۱۵۶۹۱۸ | 2003 FC50     | ۲۴ مارس ۲۰۰۳    |
| ۱۵۶۹۱۹ | 2003 FY51     | ۲۵ مارس ۲۰۰۳    |
| ۱۵۶۹۲۰ | 2003 FS55     | ۲۶ مارس ۲۰۰۳    |
| ۱۵۶۹۲۱ | 2003 FT56     | ۲۶ مارس ۲۰۰۳    |
| ۱۵۶۹۲۲ | 2003 FD58     | ۲۶ مارس ۲۰۰۳    |
| ۱۵۶۹۲۳ | 2003 FT58     | ۲۶ مارس ۲۰۰۳    |
| ۱۵۶۹۲۴ | 2003 FC59     | ۲۶ مارس ۲۰۰۳    |
| ۱۵۶۹۲۵ | 2003 FJ60     | ۲۶ مارس ۲۰۰۳    |
| ۱۵۶۹۲۶ | 2003 FQ61     | ۲۶ مارس ۲۰۰۳    |
| ۱۵۶۹۲۷ | 2003 FL63     | ۲۶ مارس ۲۰۰۳    |
| ۱۵۶۹۲۸ | 2003 FW71     | ۲۶ مارس ۲۰۰۳    |
| ۱۵۶۹۲۹ | 2003 FL73     | ۲۶ مارس ۲۰۰۳    |
| ۱۵۶۹۳۰ | 2003 FZ74     | ۲۶ مارس ۲۰۰۳    |
| ۱۵۶۹۳۱ | 2003 FU83     | ۲۷ مارس ۲۰۰۳    |
| ۱۵۶۹۳۲ | 2003 FZ87     | ۲۸ مارس ۲۰۰۳    |
| ۱۵۶۹۳۳ | 2003 FM96     | ۳۰ مارس ۲۰۰۳    |
| ۱۵۶۹۳۴ | 2003 FU97     | ۳۰ مارس ۲۰۰۳    |
| ۱۵۶۹۳۵ | 2003 FX103    | ۲۴ مارس ۲۰۰۳    |
| ۱۵۶۹۳۶ | 2003 FN111    | ۳۱ مارس ۲۰۰۳    |
| ۱۵۶۹۳۷ | 2003 FU112    | ۳۰ مارس ۲۰۰۳    |
| ۱۵۶۹۳۸ | 2003 FQ118    | ۲۶ مارس ۲۰۰۳    |
| ۱۵۶۹۳۹ | 2003 FB120    | ۲۴ مارس ۲۰۰۳    |
| ۱۵۶۹۴۰ | 2003 FA121    | ۲۵ مارس ۲۰۰۳    |
| ۱۵۶۹۴۱ | 2003 GY1      | ۲ آوریل ۲۰۰۳    |
| ۱۵۶۹۴۲ | 2003 GB3      | ۱ آوریل ۲۰۰۳    |
| ۱۵۶۹۴۳ | 2003 GC4      | ۱ آوریل ۲۰۰۳    |
| ۱۵۶۹۴۴ | 2003 GM4      | ۱ آوریل ۲۰۰۳    |
| ۱۵۶۹۴۵ | 2003 GO4      | ۱ آوریل ۲۰۰۳    |
| ۱۵۶۹۴۶ | 2003 GF5      | ۱ آوریل ۲۰۰۳    |
| ۱۵۶۹۴۷ | 2003 GO5      | ۱ آوریل ۲۰۰۳    |
| ۱۵۶۹۴۸ | 2003 GG15     | ۴ آوریل ۲۰۰۳    |
| ۱۵۶۹۴۹ | 2003 GX28     | ۴ آوریل ۲۰۰۳    |
| ۱۵۶۹۵۰ | 2003 GE41     | ۹ آوریل ۲۰۰۳    |
| ۱۵۶۹۵۱ | 2003 GQ41     | ۹ آوریل ۲۰۰۳    |
| ۱۵۶۹۵۲ | 2003 GQ50     | ۷ آوریل ۲۰۰۳    |
| ۱۵۶۹۵۳ | 2003 HD12     | ۲۵ آوریل ۲۰۰۳   |
| ۱۵۶۹۵۴ | 2003 HP12     | ۲۳ آوریل ۲۰۰۳   |
| ۱۵۶۹۵۵ | 2003 HO13     | ۲۴ آوریل ۲۰۰۳   |
| ۱۵۶۹۵۶ | 2003 HE15     | ۲۶ آوریل ۲۰۰۳   |
| ۱۵۶۹۵۷ | 2003 HY20     | ۲۴ آوریل ۲۰۰۳   |
| ۱۵۶۹۵۸ | 2003 HZ21     | ۲۷ آوریل ۲۰۰۳   |
| ۱۵۶۹۵۹ | 2003 HK24     | ۲۸ آوریل ۲۰۰۳   |
| ۱۵۶۹۶۰ | 2003 HM24     | ۲۸ آوریل ۲۰۰۳   |
| ۱۵۶۹۶۱ | 2003 HM27     | ۲۸ آوریل ۲۰۰۳   |
| ۱۵۶۹۶۲ | 2003 HL29     | ۲۸ آوریل ۲۰۰۳   |
| ۱۵۶۹۶۳ | 2003 HP29     | ۲۸ آوریل ۲۰۰۳   |
| ۱۵۶۹۶۴ | 2003 HF30     | ۲۸ آوریل ۲۰۰۳   |
| ۱۵۶۹۶۵ | 2003 HE32     | ۲۸ آوریل ۲۰۰۳   |
| ۱۵۶۹۶۶ | 2003 HH32     | ۲۸ آوریل ۲۰۰۳   |
| ۱۵۶۹۶۷ | 2003 HB36     | ۲۷ آوریل ۲۰۰۳   |
| ۱۵۶۹۶۸ | 2003 HJ40     | ۲۹ آوریل ۲۰۰۳   |
| ۱۵۶۹۶۹ | 2003 HK44     | ۲۷ آوریل ۲۰۰۳   |
| ۱۵۶۹۷۰ | 2003 HY44     | ۲۹ آوریل ۲۰۰۳   |
| ۱۵۶۹۷۱ | 2003 HQ55     | ۲۹ آوریل ۲۰۰۳   |
| ۱۵۶۹۷۲ | 2003 JY3      | ۳ مه ۲۰۰۳       |
| ۱۵۶۹۷۳ | 2003 JM4      | ۱ مه ۲۰۰۳       |
| ۱۵۶۹۷۴ | 2003 JO4      | ۱ مه ۲۰۰۳       |
| ۱۵۶۹۷۵ | 2003 JW5      | ۱ مه ۲۰۰۳       |
| ۱۵۶۹۷۶ | 2003 JH7      | ۲ مه ۲۰۰۳       |
| ۱۵۶۹۷۷ | 2003 JV10     | ۱ مه ۲۰۰۳       |
| ۱۵۶۹۷۸ | 2003 JT12     | ۵ مه ۲۰۰۳       |
| ۱۵۶۹۷۹ | 2003 JB13     | ۵ مه ۲۰۰۳       |
| ۱۵۶۹۸۰ | 2003 JE15     | ۶ مه ۲۰۰۳       |
| ۱۵۶۹۸۱ | 2003 KS1      | ۲۲ مه ۲۰۰۳      |
| ۱۵۶۹۸۲ | 2003 KD2      | ۲۲ مه ۲۰۰۳      |
| ۱۵۶۹۸۳ | 2003 KF7      | ۲۳ مه ۲۰۰۳      |
| ۱۵۶۹۸۴ | 2003 KB10     | ۲۶ مه ۲۰۰۳      |
| ۱۵۶۹۸۵ | 2003 KE10     | ۲۷ مه ۲۰۰۳      |
| ۱۵۶۹۸۶ | 2003 KA11     | ۲۴ مه ۲۰۰۳      |
| ۱۵۶۹۸۷ | 2003 KC12     | ۲۷ مه ۲۰۰۳      |
| ۱۵۶۹۸۸ | 2003 KE12     | ۲۷ مه ۲۰۰۳      |
| ۱۵۶۹۸۹ | 2003 KB13     | ۲۷ مه ۲۰۰۳      |
| ۱۵۶۹۹۰ | 2003 KX18     | ۲۸ مه ۲۰۰۳      |
| ۱۵۶۹۹۱ | 2003 LK1      | ۲ ژوئن ۲۰۰۳     |
| ۱۵۶۹۹۲ | 2003 LD6      | ۷ ژوئن ۲۰۰۳     |
| ۱۵۶۹۹۲ | 2003 ME       | ۲۱ ژوئن ۲۰۰۳    |
| ۱۵۶۹۹۴ | 2003 MT11     | ۲۷ ژوئن ۲۰۰۳    |
| ۱۵۶۹۹۴ | 2003 NM       | ۱ ژوئیه ۲۰۰۳    |
| ۱۵۶۹۹۶ | 2003 OC5      | ۲۲ ژوئیه ۲۰۰۳   |
| ۱۵۶۹۹۷ | 2003 OK5      | ۲۲ ژوئیه ۲۰۰۳   |
| ۱۵۶۹۹۸ | 2003 ON7      | ۲۵ ژوئیه ۲۰۰۳   |
| ۱۵۶۹۹۹ | 2003 OC9      | ۲۳ ژوئیه ۲۰۰۳   |
| ۱۵۷۰۰۰ | 2003 OL11     | ۲۰ ژوئیه ۲۰۰۳   |